# Rewolucja w Kirgistanie (2010)
Rewolucja w Kirgistanie w 2010 roku – publiczne wystąpienia zwolenników opozycji protestujących przeciw polityce prezydenta Kurmanbeka Bakijewa, których skutkiem był upadek jego rządów i przejęcie władzy przez rząd tymczasowy na czele z Rozą Otunbajewą, deklarujący zamiar zmiany konstytucji i wprowadzenia w kraju systemu parlamentarnego.
Demonstracje rozpoczęły się 6 kwietnia 2010 w mieście Tałas i doprowadziły do starć ze służbami bezpieczeństwa. W kolejnym dniu ogarnęły pozostałe miasta. W wyniku szturmu na pałac prezydencki w stolicy i zamieszek z policją zginęło 85 osób, a ponad 1500 zostało rannych. Demonstranci domagali się ustąpienia prezydenta ze stanowiska, oskarżając go o korupcję, nepotyzm i łamanie praw człowieka. Po opanowaniu przez protestujących najważniejszych budynków państwowych, prezydent Bakijew opuścił stolicę i udał się na południe kraju, gdzie przez tydzień próbował mobilizować swoich zwolenników, nie godząc się na rezygnację z władzy.
Istniejący gabinet podał się do dymisji, a tymczasowym szefem państwa i nowego rządu przejściowego została jedna z liderek opozycji, Roza Otunbajewa. 15 kwietnia 2010 pod naciskiem międzynarodowym ze strony OBWE, Rosji i Stanów Zjednoczonych Bakijew opuścił Kirgistan, odlatując do sąsiedniego Kazachstanu, skąd na piśmie przedłożył nowym władzom oficjalną rezygnację ze stanowiska szefa państwa. 19 kwietnia 2010 udał się na Białoruś, gdzie schronienia udzielił mu prezydent Alaksandr Łukaszenka.
Rząd tymczasowy oskarżył Bakijewa o organizację masowego zabójstwa i nadużycia władzy. 22 kwietnia 2010 ogłosił plan opracowania nowej konstytucji, poddania ją pod głosowanie w powszechnym referendum w czerwcu oraz organizację wyborów parlamentarnych w październiku 2010, a następnie wyborów prezydenckich. W połowie maja 2010 na południu kraju doszło do starć zwolenników i przeciwników obalonego prezydenta, a w czerwcu 2010 do krwawych zamieszek kirgisko-uzbeckich.

## Przyczyny protestów

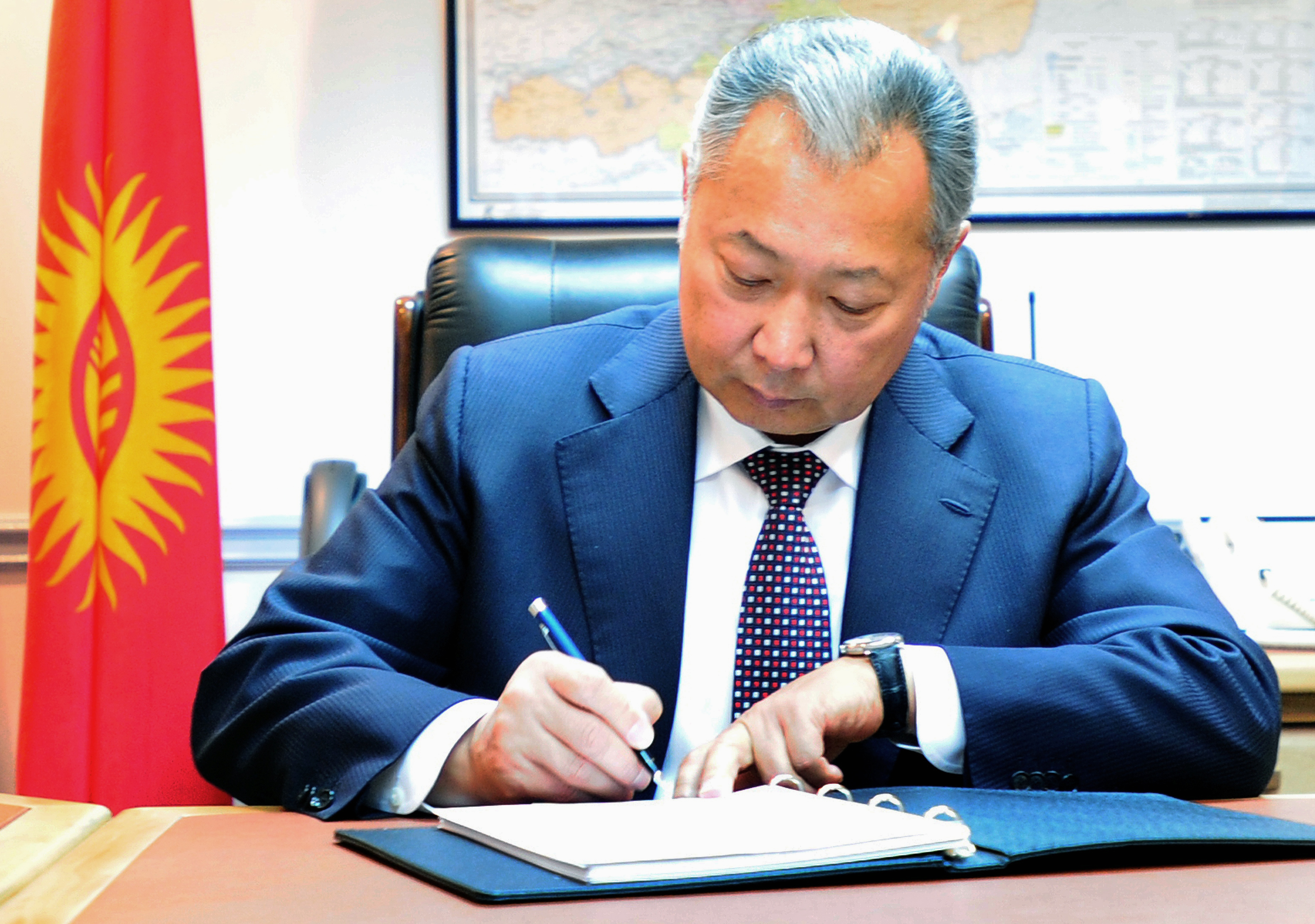
Prezydent Kurmanbek Bakijew, 2009

Przyczyną organizacji antyrządowych demonstracji była frustracja części społeczeństwa i opozycji polityką prezydenta Kurmanbeka Bakijewa. Bakijew objął władzę w Kirgistanie, jednej z najbiedniejszych postsowieckich republik w Azji Centralnej, w 2005 w wyniku tzw. tulipanowej rewolucji, która obaliła prezydenta Askara Akajewa. Zobowiązał się wówczas do ukrócenia korupcji, przywrócenia stabilności i pełni demokracji w kraju. Jednak zdaniem krytyków i opozycji nie spełnił swoich obietnic, a z czasem zaczął wprowadzać coraz bardziej autorytarne rządy. W 2007 jego partia Ak Żoł wygrała wybory parlamentarne, które zdaniem międzynarodowych obserwatorów nie spełniały standardów demokratycznych. Dwa lata później Bakijew uzyskał reelekcję na stanowisku prezydenta w wyborach, które obserwatorzy z UE uznali za sfałszowane.
Opozycja oskarżała prezydenta o korupcję, nepotyzm i tłumienie niezależnych mediów. W 2010 prezydent mianował swojego syna Maksima szefem rządowej Agencji Rozwoju, Inwestycji i Innowacji, kontrolującej środki finansowe napływające do kraju z zagranicy. Brat Bakijewa, Żanysz, sprawował kontrolę nad wojskiem, policją i służbami bezpieczeństwa. Zdaniem moskiewskiego think tanku prezydent obsadził najważniejsze stanowiska w państwie krewnymi lub wiernymi mu ludźmi. Kirgistan w 2009 znajdował się na 162. miejscu (na 180 sklasyfikowanych państw) w rankingu najbardziej skorumpowanych państw świata Transparency International.
W lipcu 2009 OBWE wezwała Kirgistan do powstrzymania fali ataków na dziennikarzy, do jakich dochodziło w tym kraju w ciągu kilku miesięcy poprzedzających wybory prezydenckie. Stwierdziła ona, że ataki te zagrażały mediom i pluralizmowi. Na początku lipca 2009 w wyniku pobicia przez funkcjonariusza policji zmarł jeden z dziennikarzy, Ałmaz Taszijew. Zdaniem władz była to prywatna bójka, a oficer nie był wówczas na służbie. W grudniu 2009 w Ałmaty w sąsiednim Kazachstanie zamordowany został kirgiski dziennikarz i znany krytyk prezydenta Bakijewa, Giennadij Pawluk, który planował założenie nowej opozycyjnej gazety. Został on wypchnięty z 6. piętra swojego mieszkania, po czym zmarł w szpitalu na skutek odniesionych obrażeń. Pozarządowe organizacje Reporterzy bez Granic i International Press Institute wezwały kirgiskie władze do wszczęcia przejrzystego śledztwa w tej sprawie i ostrzegły przed wzrostem zagrożenia dla bezpieczeństwa dziennikarzy w regionie. W połowie stycznia 2010 członkowie opozycji rozpoczęli dwutygodniowy strajk głodowy w proteście przeciw skazaniu jednego z ich towarzyszy, Ismaiła Isakowa (byłego ministra obrony), na 8 lat więzienia pod zarzutem korupcji. Wezwali oni przy tym władze do zakończenia represji politycznych. Unia Europejska w styczniu 2010 wyraziła zaniepokojenie rosnącą liczbą ataków i aktów zastraszania opozycjonistów i niezależnych dziennikarzy w Kirgistanie. Zdaniem kirgiskiej opozycji od 2006 doszło do ponad 60 przypadków ataków, zastraszeń i gróźb pod adresem dziennikarzy. Według ministra spraw wewnętrznych od 2005 odnotowanych zostało 31 ataków, w tym większość z nich stanowiły akty grabieży lub chuligaństwa i nie były one bezpośrednio związane z profesją dziennikarską.
W połowie marca 2010 dwie gazety związane z opozycją, Nazar i Aczyk Sajasat, otrzymały zakaz publikacji i grzywnę w wysokości 82 tys. euro. Postępowanie przeciwko nim zostało rozpoczęte po opublikowaniu na ich łamach artykułu, oskarżającego prezydenta o dojście do władzy na drodze zamachu stanu. 1 kwietnia 2010 służby zajęły sprzęt krytycznej wobec władz telewizji internetowej Stan TV, argumentując to brakiem licencji oprogramowania komputerowego. W tym samym dniu nakazem władz został zamknięty opozycyjny dziennik Forum, oskarżony o podżeganie do zamachu stanu.
W marcu 2010, przemawiając z okazji 5. rocznicy tulipanowej rewolucji, Bakijew oznajmił, że oparta na „zachodnim systemie praw człowieka” demokracja może nie być najodpowiedniejszą formą rządów dla Kirgistanu. Odpowiedniejszym rozwiązaniem według niego mogłoby być ustanowienie „demokracji doradczej”, odwołującej się do krajowych tradycji i opierającej się na konsultacjach z wpływowymi grupami kirgiskiego społeczeństwa.
3 kwietnia 2010 w Biszkeku grupa działaczy, walczących o przestrzeganie praw człowieka i dziennikarzy, urządziła protest przed budynkiem ONZ w czasie pierwszej wizyty sekretarza generalnego Ban Ki-moona w Azji Centralnej. W liście otwartym prosili go o podniesienie kwestii łamania praw człowieka i ograniczania swobody działania mediów. Ban Ki-moon wezwał rząd Kirgistanu do zwiększenia wysiłków w kwestii ochrony praw człowieka.
Inną przyczyną wybuchu demonstracji była zła sytuacja gospodarcza kraju, która doprowadziła do pogorszenia się warunków życia obywateli. Gospodarka Kirgistanu, silnie powiązana z gospodarką rosyjską i korzystająca z pomocy zagranicznej Stanów Zjednoczonych i Chin, na skutek globalnego kryzysu gospodarczego poniosła straty. Dochody mieszkańców w 2009 zmalały, zmniejszyły się również przekazy pieniężne dla kirgiskich rodzin od ich krewnych pracujących za granicą (głównie w Rosji). W pierwszych miesiącach 2010 wzrosły również ceny wielu towarów (w tym benzyny) oraz opłaty komunalne za prąd i gaz. Dodatkowo Rosja od 1 kwietnia 2010 zakończyła sprzedaż ropy naftowej dla Kirgistanu po cenach preferencyjnych, co oznaczało kolejne zwyżki cen.

## Wybuch demonstracji w Tałasie

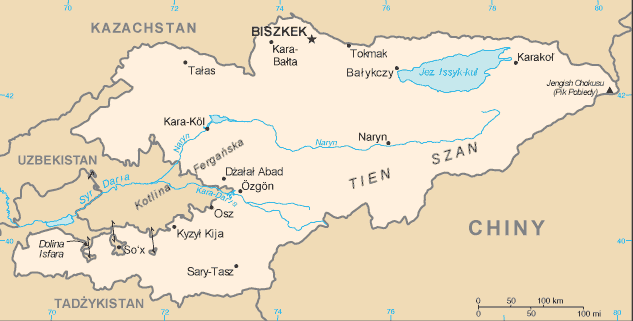
Mapa Kirgistanu przedstawiająca główne miasta kraju

Rankiem 6 kwietnia 2010, po wcześniejszym aresztowaniu jednego z członków opozycji, tłum jej zwolenników zaatakował siedzibę władz regionalnych w mieście Tałas w północno-zachodnim Kirgistanie. W wyniku szturmu budynek został zdobyty, a gubernator Bejszenbek Bołotbekow wzięty za zakładnika. W 35-tysięcznym mieście w demonstracji wzięło udział ok. 5 tys. osób. Inna grupa protestujących otoczyła i próbowała zdobyć posterunek milicji. Rozzłoszczony tłum zaatakował kamieniami i „koktajlami Mołotowa” siły służb bezpieczeństwa oraz miał palić portrety prezydenta Bakijewa. Demonstrujący domagali się ustąpienia prezydenta ze stanowiska.
Kirgiska milicja dopiero po kilku godzinach zdołała przy użyciu gazu łzawiącego i ślepej amunicji odzyskać kontrolę nad budynkiem rządowym. MSW ogłosiło wówczas, że sytuacja w mieście została opanowana, jednakże tuż po zmroku 3-tysięczny tłum demonstrantów zdołał z powrotem wtargnąć do środka siedziby gubernatora.
Minister spraw wewnętrznych Kirgistanu poinformował o aresztowaniu jednego z organizatorów protestów, wiceprzewodniczącego opozycyjnej partii Ata Meken, Bołota Szernijazowa. Wieczorem 6 kwietnia 2010 w stolicy Kirgistanu, Biszkeku, służby bezpieczeństwa wtargnęły do domu głównego lidera opozycji, byłego premiera i kandydata na prezydenta Ałmazbeka Atambajewa i aresztowały go pod zarzutem podżegania do niepokojów w Tałasie. Zatrzymani zostali także inni liderzy opozycji, m.in. przewodniczący partii Ata Meken Omurbek Tekebajew i członek Socjaldemokratycznej Partii Kirgistanu Isa Omurkułow. Premier Kirgistanu Danijar Usenow poprzysiągł ostre rozprawienie się z demonstracjami. Wezwał „organizatorów tych akcji do powstrzymania się od tego, co robią”, a wobec tych, którzy nie posłuchają jego żądań, zapowiedział podjęcie „ostrych środków”. Działania opozycji określił mianem przestępstwa wobec państwa i oznajmił, że w wyniku starć z demonstrantami w Tałasie rannych zostało 85 osób, głównie funkcjonariuszy służb bezpieczeństwa.

## Demonstracje w stolicy i obalenie prezydenta

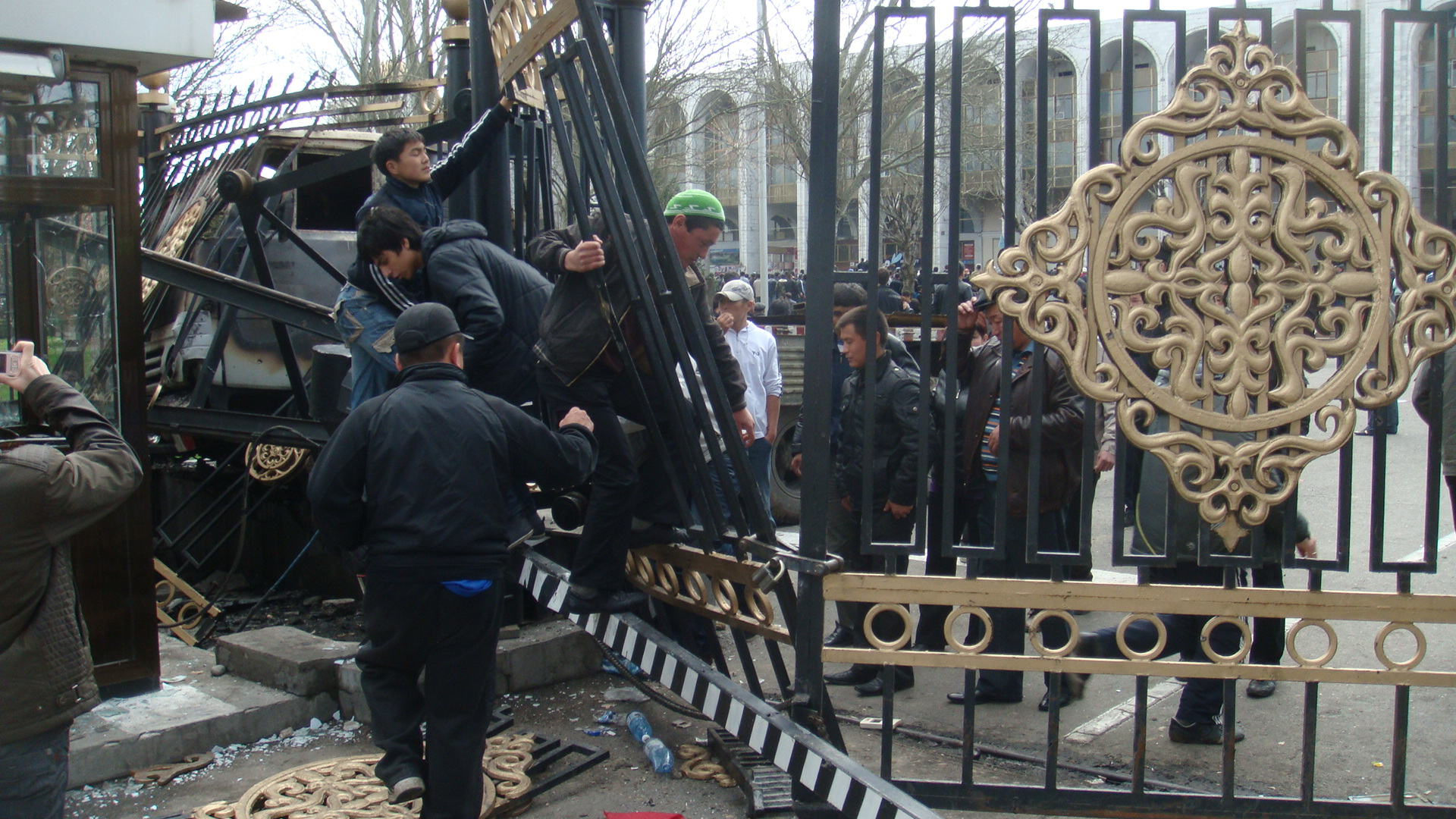
Szturm na siedzibę prezydenta Kurmanbeka Bakijewa (8 kwietnia 2010 rok)

W dniu 7 kwietnia 2010 opozycja wezwała obywateli Kirgistanu do udziału w ogólnokrajowych protestach przeciwko polityce prezydenta Bakijewa. Tego dnia wystąpienia jej zwolenników odbyły się w kilku największych miastach w kraju.
Nad ranem w Biszkeku około 200 zwolenników opozycji zgromadziło się przed siedzibą głównej partii opozycyjnej, Socjaldemokratycznej Partii Kirgistanu, mieszczącej się na przedmieściach stolicy. Nie zostali oni jednak wpuszczeni do środka. Przed budynkiem doszło wówczas do starć z policją. Demonstranci zniszczyli policyjne samochody, a policja użyła przeciwko nim gazu łzawiącego, armatek wodnych i granatów ogłuszających. Nad ranem służby aresztowały powracającego z Moskwy Temira Sarijewa, jednego z przywódców opozycji.
Protest przeniósł się następnie z przedmieść stolicy do centrum miasta. Zwolennicy opozycji przełamali kordon policji i przemaszerowali na plac przed siedzibą prezydenta. Uzbrojeni w metalowe pręty demonstranci kilkakrotnie szturmowali pałac prezydencki, jednak byli odpierani przez otaczające go służby bezpieczeństwa. Służby dokonały ostrzału ponad 5-tysięcznego tłumu z ostrej amunicji, co doprowadziło do ofiar śmiertelnych. Opozycjoniści próbowali dostać się do środka pałacu, roztrzaskując o jego ogrodzenie dwie ciężarówki. Około tysiąca osób wzięło szturmem biuro prokuratora generalnego, po czym splądrowało i podpaliło budynek. Demonstranci opanowali także siedzibę publicznej telewizji, na antenie której pojawili się później liderzy opozycji. W czasie bezpośrednich starć ze służbami bezpieczeństwa zdobyli od nich broń oraz wojskowe i policyjne pojazdy. Potrzebną broń zabierali również poprzez grabież zajmowanych budynków administracji państwowej. Dysponując uzbrojeniem, uwolnili zatrzymanych wcześniej w stolicy przywódców opozycji. Podjęli także szturm na budynek parlamentu, zakończony sukcesem. Zajmowane budynki były grabione i plądrowane, a niekiedy podpalane. Doszło także do grabieży sklepów, splądrowany został również rodzinny dom prezydenta Bakijewa.
W nocy z 7 na 8 kwietnia w Biszkeku w dalszym ciągu słychać było strzały oraz dochodziło do podpaleń budynków. Po zmroku demonstranci poruszali się po zniszczonych ulicach stolicy, gwiżdżąc, wznosząc okrzyki i wymachując narodowymi flagami. Pod osłoną nocy kontynuowane były grabieże gmachów państwowych, sklepów i centrów handlowych. W czasie walk demonstranci zdobyli około 100 sztuk broni palnej oraz ponad 11 tys. serii amunicji, granatów, materiałów wybuchowych i detonatorów
Do antyrządowych demonstracji doszło także w innych miastach kraju: Tałasie, Narynie i Tokmoku. W Narynie, w środkowym Kirgistanie, około tysiąca zwolenników opozycji zajęło budynek lokalnych władz, zmuszając tamtejszego gubernatora do ucieczki. W Tałasie tłum 3–4 tys. demonstrantów zgromadził się na głównym placu miasta, rozpoczynając szturm siedziby policji. W Tałasie pobity został wicepremier Zaparow oraz minister spraw wewnętrznych Mołdomusa Kongantijew. Pojawiły się również niepotwierdzone doniesienia o zabiciu Kongantijewa przez tłum lub wzięciu go za zakładnika.
Prezydent Bakijew ogłosił wprowadzenie stanu wyjątkowego w miastach Biszkek, Tałas i Naryn oraz obwodzie czujskim, a także godziny policyjnej od 22:00 do 6:00. W większości stołecznych domów i okolicy zablokowany został dostęp do Internetu, a główna droga, łącząca Biszkek z Tałasem, została w całości obstawiona siłami policyjnymi.
Wieczorem opozycja ogłosiła powołanie tymczasowego „ludowego rządu zaufania narodowego” na czele z byłą minister spraw zagranicznych Rozą Otunbajewą i zażądała od rządu Usenowa przekazania jej pełni władzy w kraju. Wieczorem wkroczyła do siedziby prezydenta, po czym jeden z liderów opozycji, Temir Sarijew, ogłosił, że premier Usenow podał swój rząd do dymisji, a prezydent przebywa w nieznanym miejscu poza pałacem. W godzinach wieczornych pojawiały się różne niepotwierdzone informacje o losie prezydenta Bakijewa. Agencja Agence France-Presse cytowała jednego z pracowników lotniska, który powiedział, że prezydent wyleciał ze stolicy małym samolotem. Jedna z opozycjonistek Galina Skripkina twierdziła, że odleciał on potajemnie do miasta Osz. Według agencji REGNUM, Interfax i portalu Lenta.ru Bakijew odleciał ok. 18.00 ze stołecznego lotniska Manas w nieznanym kierunku. Dopiero ranem 8 kwietnia 2010 okazało się, że prezydent późnym wieczorem poprzedniego dnia opuścił stolicę i poleciał do miasta Osz w swoim rodzinnym regionie na południu kraju.

## Formowanie nowych władz

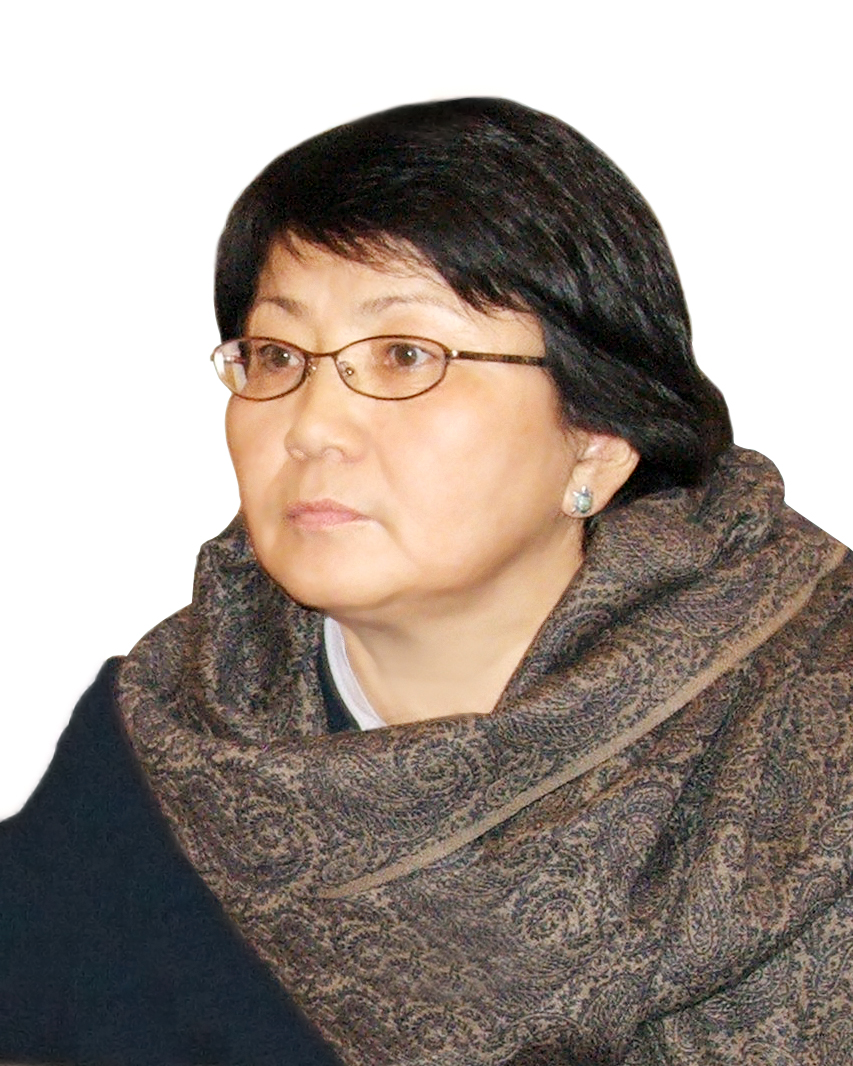
Roza Otunbajewa, liderka opozycji i szefowa rządu tymczasowego

Jeszcze 7 kwietnia 2010, tuż po złożeniu dymisji przez premiera Usenowa, opozycja zadeklarowała przejęcie pełni władzy kraju i wezwała prezydenta Bakijewa do złożenia oficjalnej dymisji. Szefowa powołanego przez opozycję rządu tymczasowego Roza Otunbajewa stwierdziła, że „władza jest teraz w rękach ludowego rządu”, a powołani „odpowiedzialni ludzie już pracują nad normalizacją sytuacji”.
Rankiem 8 kwietnia 2010 Roza Otunbajewa ogłosiła przejęcie przez rząd tymczasowy kontroli nad prawie całym krajem z wyjątkiem Dżalalabadu i Osz, dokąd udał się prezydent Bakijew, by próbować zyskać poparcie swoich zwolenników. Wezwała go do rezygnacji z urzędu słowami „jego biznes jest skończony”. Zapowiedziała pozostanie jej rządu u władzy przez okres 6 miesięcy, w czasie którego zostanie opracowany projekt nowej konstytucji i zorganizowanie wolnych i demokratycznych wyborów. Ogłosiła rozwiązanie parlamentu i przejęcie przez rząd obowiązków prezydenta i parlamentu („całej pełni władzy”), powołanie nowych ministrów obrony i spraw wewnętrznych. Nowy minister obrony Ismaił Isakow oświadczył, że wojsko i straż graniczna znajdują się pod jego kontrolą, a „siły zbrojne nie będą nigdy już używane do rozwiązywania spraw wewnętrznych”. Nowe władze zapowiedziały obniżenie opłat komunalnych, nacjonalizację części „nielegalnie sprywatyzowanych” strategicznych przedsiębiorstw oraz powołanie specjalnej komisji do zbadania przypadków naruszeń praw człowieka w okresie prezydentury Bakijewa i działań władz w czasie ostatnich protestów. Otunbajewa zapewniła, że amerykańska baza lotnicza Manas, zaopatrująca wojska w Afganistanie, będzie nadal funkcjonować, a w jej sprawie „nic się nie zmieni”.
Odnosząc się do ostatnich wydarzeń, Otunbajewa stwierdziła: „to, co zrobili [demonstrujący – przyp.] było odpowiedzią na represje i tyranię reżimu Bakijewa wobec obywateli. Możecie nazywać to rewolucją, możecie nazywać to ludową rewoltą. Jest to nasza droga powiedzenia, że chcemy sprawiedliwości i demokracji”.
8 kwietnia 2010 w mieście Osz, które stanowiło bastion poparcia obalonego prezydenta Bakijewa, doszło do starć między zwolennikami opozycji a stronnikami Bakijewa. Zwolennicy opozycji opanowali budynki rządowe. W wydanym oświadczeniu Bakijew obarczył opozycję odpowiedzialnością za przemoc i odmówił ustąpienia ze stanowiska prezydenta. W wywiadach udzielonych rosyjskim mediom, nie podając dokładnej lokalizacji, potwierdził, że znajduje się na południu kraju, którego nie zamierza opuszczać. Przyznał, że nie posiada już realnej władzy, nie ma kontroli nad wojskiem i policją, ale jest prawomocnym szefem państwa. Potępił wystąpienia zwolenników opozycji. Według niego kraj znalazł się na krawędzi „katastrofy humanitarnej”, a „uzbrojeni ludzie przechadzają się ulicami stolicy – kradnąc, plądrując, grabiąc i zabijając ludzi”, nowy „tymczasowy rząd” nie jest w stanie zaprowadzić porządku i obwinia o wszystko jego osobę. Podkreślił, że znaczącą rolę w napędzaniu protestów odegrali ludzie, rozdający demonstrującym pieniądze i alkohol. Odnosząc się do swojej przyszłości, wyraził gotowość rozmów z opozycją. Oświadczył, że „jeśli tzw. rząd tymczasowy jest gotowy rozpocząć rozmowy negocjacyjne, on gotowy jest go wysłuchać”. Stwierdził, że protesty nie byłyby możliwe „bez ingerencji z zewnątrz”. Nie wymienił jednak z nazwy żadnego z państw.
Do niepokojów doszło także w Dżalalabadzie w południowej części kraju, w wyniku czego wieczorem 8 kwietnia z miasta uciekł popierający Bakijewa gubernator, a rankiem następnego dnia władzę przejął zwolennik nowego rządu.

## Grabieże majątku i żałoba narodowa

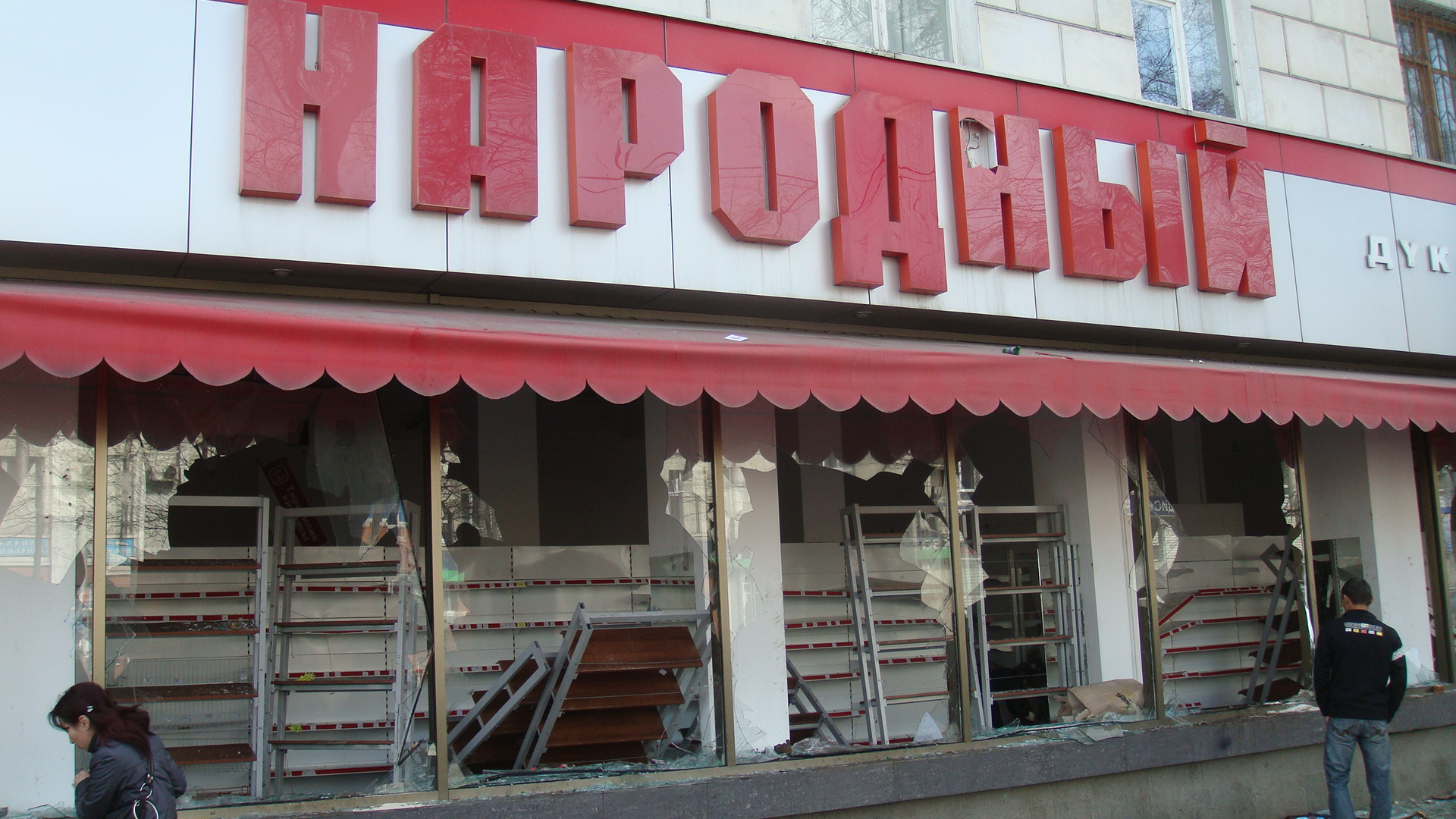
Splądrowany supermarket „Narodnyj”

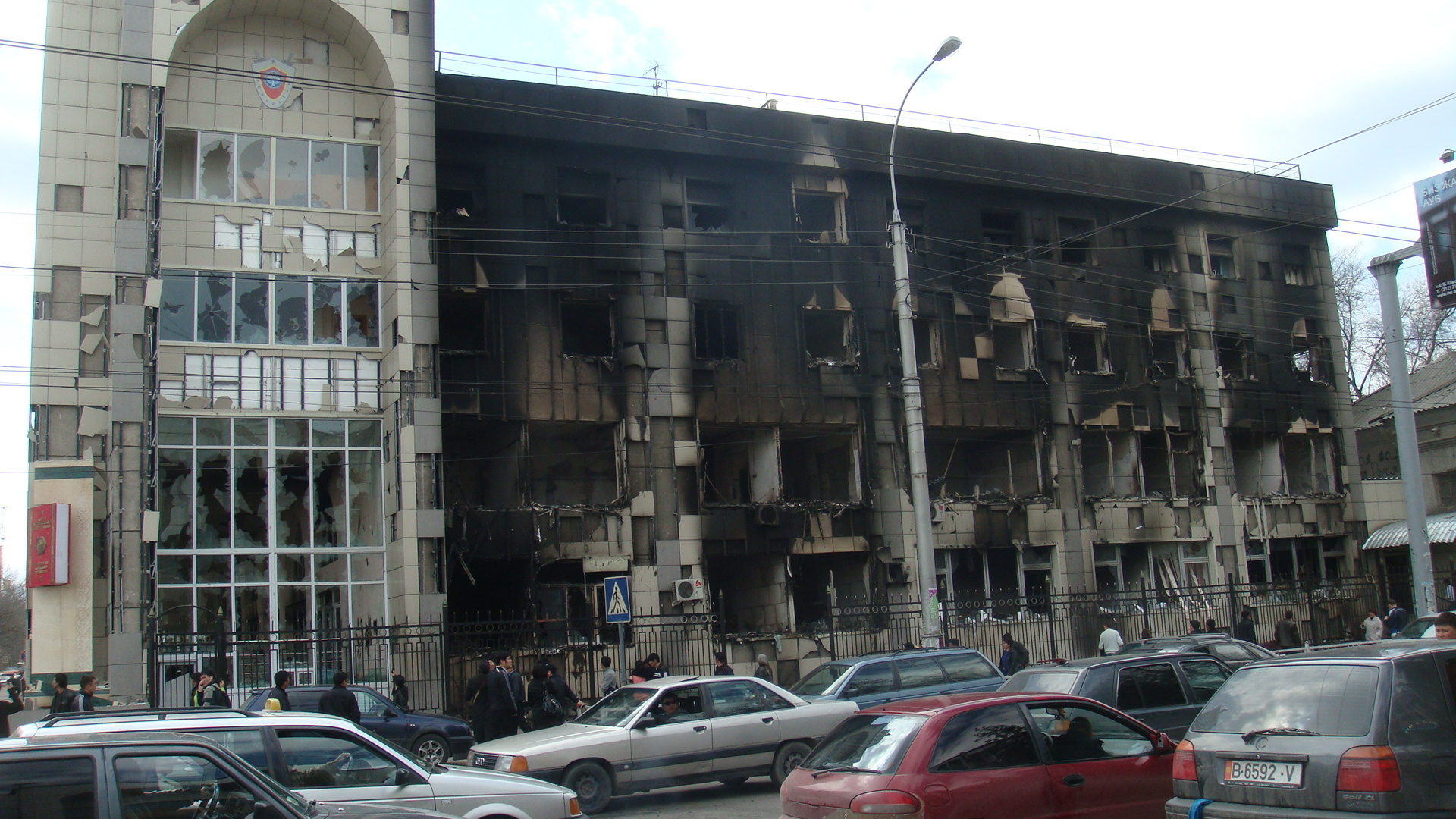
Spalony budynek biura prokuratora generalnego

8 kwietnia przez cały dzień i po zmroku w Biszkeku było słychać strzały z broni palnej. W ciągu dnia ok. 1000 osób zebrało się na placu przed siedzibą prezydenta. Grabieżcy wynosili z budynku sprzęt, a z kilku pomieszczeń wydobywał się dym. Zrabowane zostało narodowe muzeum sztuki, posiadające w swoich zbiorach m.in. obrazy Wrubla, Lewitana i impresjonistów. Zniszczono również dom obalonego premiera Danijara Usenowa, na ulicach podpalano samochody. W pierwszych godzinach po przejęciu władzy dotychczasowa opozycja nie radziła sobie z zapewnieniem bezpieczeństwa w stolicy. Rząd tymczasowy wezwał obywateli do zachowania spokoju i powstrzymania się od aktów grabieży. Nowy minister spraw wewnętrznych Bołot Szernijazow zezwolił służbom bezpieczeństwa na otwieranie ognia do ich sprawców. W nocy z 8 na 9 kwietnia policja podjęła walkę ze sprawcami grabieży majątku państwowego i prywatnego. Pomagały jej w tym sformowane przez ochotników grupy straży obywatelskiej. Według źródeł Ministerstwa Zdrowia w czasie akcji policji i ochotniczej straży rannych zostało co najmniej 67 uczestników grabieży. W wyniku działań służb ograniczona została skala przestępstw. Rankiem 9 kwietnia swoje funkcjonowanie wznowiła komunikacja miejska, otwarto także wiele sklepów i banków. Na ulicach widoczna była obecność służb mundurowych. Minister bezpieczeństwa narodowego w rządzie tymczasowym stwierdził, że miasto znajduje się już pod kontrolą, „sytuacja została unormowana, a do nawrotu niepokojów już nie dojdzie”.
9 kwietnia 2010 władze ogłosiły dwudniową żałobę narodową. W tym dniu odbyły się pierwsze pochówki zabitych. Na placu Ała-Too przed siedzibą prezydenta zebrał się tłum ludzi w celu oddania pamięci zmarłym demonstrantom. Winą za ich śmierć obarczano Bakijewa, domagano się pociągnięcia go do odpowiedzialności. P.o. prezydenta i premiera Roza Otunbajewa złożyła wizytę w głównym szpitalu w Biszkeku. 10 kwietnia 2010, w drugim dniu żałoby narodowej, na cmentarzu na obrzeżach Biszkeku odbyły się ceremonie pogrzebowe ofiar protestów, w których uczestniczyło kilka tysięcy osób. Roza Otunbajewa nazwała poległych „bohaterami Kirgistanu” i „dziećmi Kirgistanu”.

## Reakcja międzynarodowa
- ONZ – 6 kwietnia 2010 sekretarz generalny ONZ Ban Ki-moon wyraził „zaniepokojenie” wydarzeniami w Tałasie i wezwał wszystkie strony do wykazania powściągliwości[17]. 7 kwietnia rzecznik sekretarza generalnego oświadczył, że jest on „zszokowany odnotowaną liczbą zabitych rannych i pilnie apeluje o dialog i spokój w celu uniknięcia dalszego rozlewu krwi”[22]. 8 kwietnia Ban Ki-moon oznajmił, że nadszedł „czas pilnej pracy nad przywróceniem porządku konstytucyjnego” w Kirgistanie i ogłosił wysłanie do tego kraju specjalnego wysłannika ONZ, Jána Kubiša. Powiedział, że przyczyną niepokojów była trudna sytuacja społeczna i ekonomiczna[32].
- Unia Europejska – 8 kwietnia Wysoki przedstawiciel Unii do spraw zagranicznych i polityki bezpieczeństwa Catherine Ashton wezwała „wszystkie strony do okazania powściągliwości i wznowienia dialogu”, stwierdziła, że „szybkie przywrócenie porządku publicznego jest niezbędne dla uniknięcia dalszych strat”. Zaoferowała przy tym pomoc humanitarną ze strony UE w celu stabilizacji kraju[32]. 9 kwietnia Catherine Ashton ogłosiła wysłanie do Kirgistanu specjalnego wysłannika UE, Pierre’a Morela, w celu „oceny sytuacji i określenia sposobów, przy pomocy których UE we współpracy z międzynarodowymi partnerami może ułatwić pokojowe rozwiązanie kryzysu”. Powiedziała, że „wszystkie strony powinny być gotowe zaangażować się w konstruktywny dialog wewnętrzny w celu zjednoczenia i wzmocnienia Kirgistanu”. Złożyła również kondolencje rodzinom i bliskim ofiar[47].
- OBWE – będąca pod przewodnictwem sąsiedniego Kazachstanu OBWE wezwała do spokoju i zaoferowała podjęcie negocjacji. OBWE uznała, że „prawdziwym powodem niepokojów są kwestie polityczne, ekonomiczne i społeczne, które muszą być rozwiązane poprzez szeroki dialog polityczny”[22]. 8 kwietnia OBWE specjalnym wysłannikiem do Kirgistanu mianowała Zanybeka Karibzanowa[potrzebny przypis].
- Organizacja Układu o Bezpieczeństwie Zbiorowym – OUBZ poinformowała, że monitoruje sytuację w Kirgistanie, lecz nie zamierza brać udziału w wewnętrznym konflikcie na terytorium swego państwa członkowskiego[potrzebny przypis].
- Szanghajska Organizacja Współpracy – SOW „wyraziła zaniepokojenie wydarzenia w Kirgistanie, które doprowadziły do ofiar śmiertelnych i przekazała szczere kondolencje ich rodzinom i bliskim”. Podkreśliła, że „pokój, bezpieczeństwo i stabilność polityczna w Kirgistanie, który jest członkiem SOW, ma nadrzędne znaczenie dla całego regionu”. Wyraziła nadzieję na jak najszybsze przywrócenie porządku i prawa w tym państwie[48].
- Białoruś – rzecznik białoruskiego MSZ wyraził zaniepokojenie, dodając, że „uliczne protesty nie mogą być sposobem rozwiązywania sporów”. Wezwał wszystkie strony do powstrzymania się od przemocy i rozwiązania sprawy zgodnie z prawem[49].
- Chiny – rzecznik chińskiego MSZ wyraził „głębokie zaniepokojenie” sytuacją w Kirgistanie i nadzieję na przywrócenie porządku w możliwie najszybszym czasie[32][50].
- Indie – Indie wyraziły zaniepokojenie sytuacją w Kirgistanie i „nadzieję na jej szybkie rozwiązanie oraz przywrócenie pokoju i stabilności”[51].
- Iran – irańskie MSZ wezwało do możliwie jak najszybszej normalizacji sytuacji w Kirgistanie oraz natychmiastowego zakończenia przemocy[potrzebny przypis].
- Japonia – japońskie MSZ w wydanym oświadczeniu zaapelowało do „wszystkich stron o podjęcie wysiłków na rzecz rozwiązania tej kwestii [kryzysu-przyp.] w sposób pokojowy na drodze dialogu oraz o jak najszybsze przywrócenie demokracji i porządku konstytucyjnego”[52].
- Kazachstan – prezydent Nursułtan Nazarbajew w czasie rozmowy z prezydentem Rosji zaapelował o jak najszybsze zakończenie przemocy i rozlewu krwi w Kirgistanie. Władze odradziły swoim obywatelom podróż do Kirgistanu, wprowadziły ograniczenia w ruchu i środki bezpieczeństwa na granicy z tym krajem[4][39].
- Niemcy – minister spraw zagranicznych Guido Westerwelle wyraził zaniepokojenie „starciami między protestującymi i rządem w Kirgistanie” i „wezwał obie strony do zachowania umiaru”. Stwierdził, że „jedyną właściwą drogą uspokojenia sytuacji nie jest przemoc, lecz pokojowy dialog”[53].
- Polska – 7 kwietnia polskie MSZ opublikowało ostrzeżenie dla osób planujących podróż do Kirgistanu, w którym „w związku z napiętą sytuacją wewnętrzną w Republice Kirgiskiej i wprowadzeniem stanu wyjątkowego zalecało obywatelom polskim powstrzymanie się przed wyjazdami do tego kraju”[54].
- Rosja – 7 kwietnia 2010 rosyjski wiceminister spraw zagranicznych Grigorij Karasin wezwał władze do nieużywania siły przeciwko demonstrantom i oznajmił, że „Rosja pragnie, aby wszystkie konflikty w tym kraju Azji Środkowej były rozwiązywane w sposób demokratyczny i bez użycia siły”[20][21]. Premier Władimir Putin wezwał kirgiski rząd i opozycję do powstrzymania się od przemocy. Powiedział: „bez względu na to co się dzieje, jest to wewnętrzna sprawa Kirgistanu. Jedyną rzeczą o jaką proszę jest okazanie przez władze i opozycję umiaru i powstrzymanie się od przemocy”[55]. Zaprzeczył również doniesieniom, jakoby Rosja miała odegrać jakąkolwiek rolę w wydarzeniach[22]. Powiedział, że prezydent Bakijew popełnił te same błędy co jego poprzednik, który został obalony w wyniku powszechnego powstania ludności[56]. 7 kwietnia 2010 prezydent Dmitrij Miedwiediew oznajmił, że wydarzenia w Kirgistanie są jego „wewnętrzną sprawą”, lecz przyznał, że „forma protestu pokazała niezmierne oburzenie zwykłych ludzi istniejącym reżimem”[31]. 8 kwietnia 2010 premier Putin odbył telefoniczną rozmowę z p.o. prezydenta i premiera Rozą Otunbajewą, w czasie której zaoferował pomoc humanitarną dla kirgiskiej ludności. Szef sztabu rosyjskich sił zbrojnych poinformował o wysłaniu na wniosek prezydenta oddziału 150 spadochroniarzy do rosyjskiej bazy Kent w Kirgistanie w celu zapewnienia ochrony jej personelowi[31][57].
- Stany Zjednoczone – 7 kwietnia wyraziły głębokie zaniepokojenie niepokojami społecznymi w Kirgistanie. Ambasada USA w Biszkeku w opublikowanym oświadczeniu wezwała „wszystkie strony do okazania poszanowania wobec rządów prawa i wezwała demonstrujących i rząd do podjęcia rozmów w celu rozwiązania różnic w sposób pokojowy, zdyscyplinowany i na drodze prawa”. Stany Zjednoczone posiadają wojskową bazę lotniczą Manas pod Biszkekiem, wykorzystywaną do dostarczania zaopatrzenia dla swoich wojsk w Afganistanie[20]. 7 kwietnia 2010 baza ta została czasowo zamknięta i wstrzymała loty[58]. 8 kwietnia wznowiła swoje działania w ograniczonym stopniu, następnego dnia powróciła do normalnego funkcjonowania, jednak 10 kwietnia dowództwo wojskowe USA wstrzymało loty pasażerskie przez bazę. Rząd tymczasowy stwierdził, że baza pozostanie otwarta, a w jej statusie nic się nie zmieni[45][59][60]. 8 kwietnia specjalny wysłannik USA spotkał się w Biszkeku z Rozą Otunbajewą, a Departament Stanu zaapelował o poszanowanie „demokratycznych zasad” w Kirgistanie[3]. 8 kwietnia rzecznik Białego Domu Robert Gibbs powiedział, że prezydent Barack Obama potępił przemoc w Kirgistanie i wezwał do przywrócenia pokoju i porządku, dodając, że USA „oczekują kontynuacji produktywnej współpracy z narodem Kirgistanu i przedłużenia jego demokratycznej drogi”[61].
- Tadżykistan – sąsiedni Tadżykistan wyraził zaniepokojenie wybuchem przemocy w Kirgistanie i wyraził nadzieję na rozwiązanie konfliktu na drodze prawa i wykazanie przez polityków i ludność Kirgistanu rozsądku i powściągliwości[potrzebny przypis].
- Ukraina – MSZ Ukrainy „wezwało wszystkie strony konfliktu do powstrzymania się od przemocy i rozwiązania wszystkich istniejących problemów na drodze pokojowej”[potrzebny przypis].
- Uzbekistan – Uzbekistan w obawie o bezpieczeństwo zamknął granicę z Kirgistanem[39].
- Wielka Brytania – 7 kwietnia Foreign and Commonwealth Office w wydanym oświadczeniu odradziło brytyjskim obywatelom podróż do Kirgistanu z powodu „demonstracji na dużą skalę”[62].

## Okres dwuwładzy w kraju
| Przebieg głównych wydarzeń | Przebieg głównych wydarzeń |
| -------------------------- | --- |
| 6 kwietnia 2010            | Demonstracje antyrządowe w Tałasie |
| 7 kwietnia                 | Protesty w Biszkeku, opanowanie głównych budynków państwowych. Dymisja rządu i ucieczka prezydenta na południe kraju. Powołanie rządu tymczasowego na czele Rozą Otunbajewą |
| 8 kwietnia                 | Protesty w Oszu i Dżalalabadzie. Grabież majątku na ulicach Biszkeku |
| 9–10 kwietnia              | Żałoba narodowa w Kirgistanie, pogrzeby ofiar protestów |
| 15 kwietnia                | Opuszczenie przez prezydenta Bakijewa kraju, wylot do Kazachstanu i pisemna rezygnacja z władzy                                                                             |
| 17–19 kwietnia             | Demonstracje zwolenników Bakijewa na południu Kirgistanu |
| 19 kwietnia                | Starcia etniczne w pobliżu Biszkeku, śmierć 5 osób |
| 19 kwietnia                | Przylot Bakijewa na Białoruś |
| 22 kwietnia                | Ogłoszenie przez rząd tymczasowy kalendarza wyborczego i planów zmiany konstytucji                                                                                          |
| 27 kwietnia                | Postawienie Bakijewowi zarzutów masowego morderstwa i nadużycia władzy |
| 13–14 maja                 | Wystąpienia zwolenników Bakijewa w trzech miastach na południu Kirgistanu, śmierć 2 osób                                                                                    |
| 19 maja                    | Ogłoszenie Rozy Otunbajewy pełnoprawnym prezydentem kraju do końca 2011. Starcia etniczne kirgisko-uzbeckie w Dżalalabadzie, śmierć 2 osób                                  |
| 10 czerwca                 | Wybuch zamieszek kirgisko-uzbeckich na południu Kirgistanu |
| 27 czerwca                 | Referendum konstytucyjne w Kirgistanie |
| 3 lipca                    | Zaprzysiężenie Rozy Otunbajewy na prezydenta Kirgistanu |
| 10 października            | Wybory parlamentarne |

9 kwietnia rząd tymczasowy ponownie wezwał Bakijewa do podania się do dymisji i oskarżył go i jego zwolenników o organizowanie „aktów przemocy”. Roza Otunbajewa powiedziała, że posiada informacje o kilku bombach podłożonych przez zwolenników Bakijewa w trzech miejscach w stolicy. Ogłosiła, że jej rząd zrobi wszystko, by nie dopuścić do wybuchu wojny domowej. Zadeklarowała, że prezydent „ma możliwość opuszczenia kraju” i zagwarantowała mu „osobiste bezpieczeństwo” w przypadku rezygnacji z urzędu. Do Moskwy na rozmowy z rosyjskimi władzami udał się mianowany pierwszym wicepremierem rządu tymczasowego Ałmazbek Atambajew. Rząd odrzucił możliwość prowadzenia jakichkolwiek rozmów i negocjacji z Bakijewem. Otunbajewa zapytała retorycznie „jakich warunków się on domaga, kiedy ponad tysiąc jego rodaków zostały rannych”. Nowe władze ogłosiły zamrożenie systemu bankowego w kraju, gdyż stwierdziły, że Bakijew zdążył przed ucieczką opróżnić państwowe aktywa, pozostawiając środki finansowe w wysokości zaledwie 23 mln USD. Nowy minister spraw wewnętrznych oświadczył, że prokuratura zebrała niezbite dowody na to, że brat prezydenta Żanysz Bakijew (były szef wojska i służb bezpieczeństwa) oraz dwaj synowie Bakijewa, Maksim i Marat, wydali rozkazy użycia broni przeciw demonstrantom i w związku z tym poniosą odpowiedzialność za swoje czyny.
9 kwietnia 2010 prezydent Bakijew przemówił z Dżalalabdu na południu kraju, dokąd został potajemnie przetransportowany kilkoma różnymi pojazdami w asyście swojej ochrony. Wyraził obawy o własne życie. Stwierdził, że organizatorzy protestów próbują go wytropić. Powiedział, że w przypadku powrotu do stolicy groziłoby mu niebezpieczeństwo, mógłby zostać zabity lub wydany w ręce rozjuszonego tłumu. Raz jeszcze obarczył opozycję winą za zamieszki i śmierć obywateli, oświadczając, że ma ona „krew na rękach”. 10 kwietnia 2010 w południowym regionie kraju 5 tys. Uzbeków wzięło udział w marszu domagającym się jedności Kirgistanu. Natomiast pod bilbordem przedstawiającym prezydenta Bakijewa w Dżalalabadzie zebrało się ok. 200 jego zwolenników, okazując mu wyrazy poparcia.
11 kwietnia 2010 Bakijew odrzucił oskarżenia o wydanie rozkazów strzelania do tłumu. Stwierdził, że jego siły zareagowały dopiero po snajperskim ostrzale jego biura. Dodał jednak, iż żałuje, że jako prezydent nie zdołał zapobiec ofiarom. Powiedział, że nie uciekł z kraju, gdyż nie czuje się winny. Przestrzegł przed próbami zamachu na jego życie, co mogłoby doprowadzić do wybuchu nowej przemocy i „utopienia Kirgistanu we krwi”. Zaapelował również do ONZ o przysłanie sił pokojowych, jako jedynych zdolnych zatrzymać „narastający chaos” oraz rozpoczęcie międzynarodowego dochodzenia w sprawie wydarzeń z 7 i 8 kwietnia, gdyż śledztwo krajowe nie będzie obiektywne. Wicepremier rządu tymczasowego Omurbek Tekebajew zagroził użyciem siły w przypadku prób destabilizacji sytuacji w kraju przez Bakijewa i wezwał go do ogłoszenia oficjalnej rezygnacji.
12 kwietnia 2010 Bakijew po raz pierwszy od czasu opuszczenia stolicy ukazał się publicznie, przemawiając do tłumu ponad tysiąca swoich zwolenników w rodzinnej miejscowości Tajit, niedaleko Dżalalabadu. Oznajmił, że nadal jest prawomocnym szefem państwa, a wydarzenia w kraju „nie były rewolucją, tylko przejęciem władzy”. Ponownie ostrzegł, że wszelkie próby jego aresztowania mogą doprowadzić do „wielkiego rozlewu krwi, który nie będzie mógł być usprawiedliwiony”. Członków nowego rządu nazwał „gangsterami”. Wicepremier rządu Ałmazbek Atanbajew zarzucił Bakijewowi „ukrywanie się za ludzkimi tarczami” i wykorzystywanie w tym celu swoich zwolenników. Zapowiedział podjęcie przeciw niemu „specjalnej operacji”, wyrażając nadzieję, że obędzie się ona bez ofiar śmiertelnych.
13 kwietnia rząd tymczasowy pozbawił Bakijewa immunitetu i ogłosił rozpoczęcie przeciw niemu postępowania. Zadeklarował, że jeśli nie podda się do końca dnia, zostanie wszczęta przeciw niemu operacja policyjna. Prezydent tymczasem próbował w dalszym ciągu mobilizować swoich zwolenników na południu kraju. 13 kwietnia w Dżalalabadzie około 5 tys. stronników Bakijewa zorganizowało wiec poparcia dla jego osoby. W tym samym dniu po raz pierwszy zgodził się jednak na rezygnację z urzędu, żądając w zamian bezpieczeństwa dla siebie i swojej rodziny oraz zaprowadzenia w kraju porządku. Powiedział jednocześnie, że jego zdaniem władze nie są w stanie przeprowadzić żadnej operacji przeciw niemu. Sąd wydał nakaz aresztowania jego brata i najstarszego syna Maksima oraz premiera Usenowa w związku z ich rolą w zamieszkach. Prezydent Rosji Dmitrij Miedwiediew wezwał władze Kirgistanu do uniknięcia dalszego rozlewu krwi. Podkreślił, że „ryzyko podziału kraju na północ i południe istnieje naprawdę”. Powiedział, że „kraj stanął na krawędzi wojny domowej”, a „część politycznych liderów musi podjąć decyzję na temat swojego dalszego losu”.
14 kwietnia 2010 rząd w odpowiedzi na propozycję Bakijewa stwierdził, że nie może zagwarantować bezpieczeństwa całej jego rodzinie, gdyż jej część (jego brat) została oskarżona o wydanie rozkazów strzelania do tłumu. Otunbajewa powiedziała, że „Bakijew przekroczył granice swojego immunitetu poprzez doprowadzenie do rozlewu krwi i musi stanąć przed sądem i odpowiedzieć przed prawem”. Podsekretarz stanu USA ds. Azji Środkowej i Południowej po rozmowie z p.o. prezydenta stwierdził, że „optymistycznie zapatruje się na działania, które zostały już podjęte przez jej rząd” i zaoferował wsparcie USA. Premier Rosji Władimir Putin powiedział, że choć problemy polityczne Kirgistanu są jego wewnętrzną sprawą, to z powodu krytycznej sytuacji społecznej i gospodarczej Rosja przekaże krajowi 50 mln USD dotacji i pożyczki.

## Opuszczenie Kirgistanu przez Bakijewa

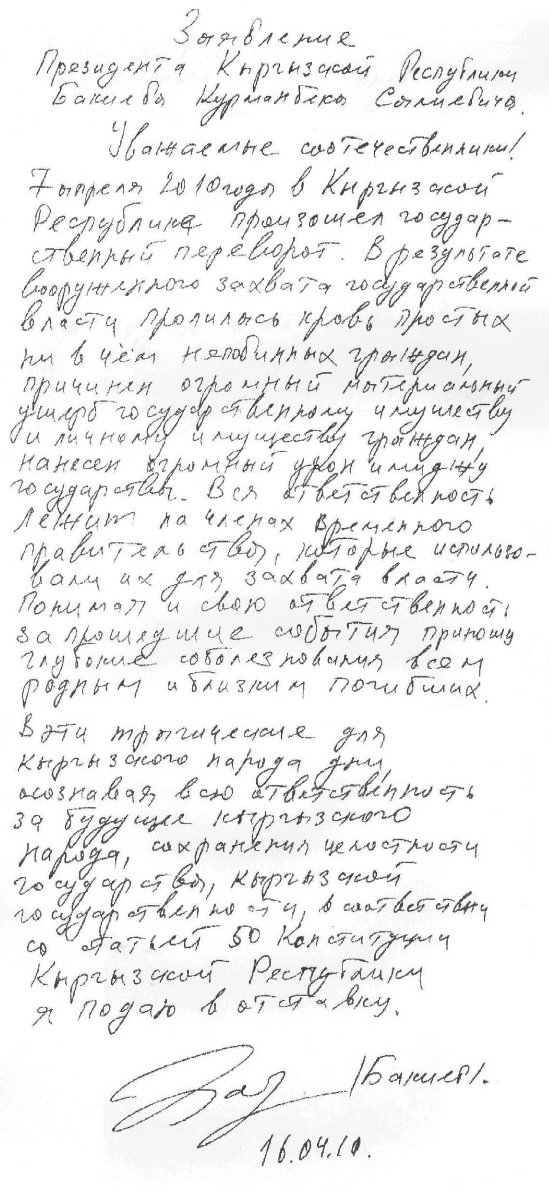
List z rezygnacją Bakijewa

15 kwietnia 2010 w mieście Osz na południu kraju Bakijew wziął udział w wiecu, zorganizowanym przez ok. 2 tys. swoich zwolenników. W tym samym czasie w pobliżu manifestację urządzili przeciwnicy prezydenta. Zaogniającą się sytuację przerwała ochrona Bakijewa, wystrzeliwując w powietrze serię z karabinów. Bakijew został w tym czasie błyskawicznie zabrany z podium, na którym przemawiał, i przetransportowany do Dżalalabadu.
Kilka godzin później rzecznik ministerstwa spraw zagranicznych Kazachstanu poinformował, że Bakijew odleciał z lotniska w Dżalalabadzie w kierunku Kazachstanu i wylądował w mieście Taraz na południu tego kraju. Władze Kazachstanu, sprawującego prezydencję w OBWE, ogłosiły, że opuszczenie kraju przez Bakijewa było wynikiem mediacji i wspólnych wysiłków między kazachskim prezydentem Nursułtanem Nazarbajewem, prezydentem USA Barackiem Obamą i prezydentem Rosji Dmitrijem Miedwiediewem. OBWE przyjęła z zadowoleniem przylot Bakijewa do Kazachstanu i uznała to za „ważny krok w kierunku stabilizacji sytuacji, powrotu do zasad rządów prawa i zapobieżenia wojnie domowej w Kirgistanie”. Departament Stanu USA potwierdził, że prezydenci Obama, Miedwiediew i Nazarbajew prowadzili rozmowy na temat sytuacji w Kirgistanie w czasie szczytu nuklearnego w Waszyngtonie. Również współpracownicy Bakijewa potwierdzili jego odlot do sąsiedniego kraju, gdzie miał on przystąpić do negocjacji nad rozwiązaniem kryzysu. 15 kwietnia władze zatrzymały byłego ministra obrony Baktybeka Kaljewa, oskarżonego o wydawanie rozkazów strzelania do obywateli.
W nocy 15 kwietnia Bakijew przesłał do kazachskiej ambasady w Biszkeku pismo, w którym oficjalnie rezygnował ze stanowiska prezydenta. Oświadczał w nim, że „składa rezygnację w tych tragicznych dniach, gdyż zrozumiał pełną skalę swojej odpowiedzialności za przyszłość narodu kirgiskiego”. Jego rezygnacja z urzędu oznaczała dalszą konsolidację władzy przez powołany przez opozycję rząd tymczasowy. Rząd rozpoczął akcję policyjną mającą na celu zatrzymanie najbliższych współpracowników obalonego prezydenta, ukrywających się w południowych regionach kraju. P.o. szefa państwa Roza Otubajewa oświadczyła, że Bakijew nie uniknie odpowiedzialności i kary za swoje czyny, nie będzie mógł się ukrywać w żadnym kraju na świecie, a sprawiedliwości stanie się zadość. Potępiła jego zachowanie i czyny, które „doprowadziły kraj na skraj wojny domowej”. Prezydent Miedwiediew, na wieść o opuszczeniu Kirgistanu przez Bakijewa, stwierdził, że kraj ten uniknął „negatywnego scenariusza”. Chińska Republika Ludowa przekazała wyrazy wsparcia dla nowego rządu. Rosyjskie media poinformowały, że Bakijew mógłby ubiegać się o azyl w Turcji lub na Łotwie.
19 kwietnia kazachskie ministerstwo spraw zagranicznych poinformowało, że Bakijew opuścił terytorium Kazachstanu, odlatując w nieznanym kierunku. Dzień później prezydent Białorusi Alaksandr Łukaszenka podał do publicznej wiadomości, że Bakijew i jego rodzina (razem 4 osoby) przebywają od wieczora 19 kwietnia w Mińsku jako jego „goście”. Łukaszenka oświadczył, że Bakiijew prosił o gościnę dla swojej rodziny, „poruszając go do łez” i z tego powodu znalazł się „pod ochroną państwa i prezydenta”. Ujawnił, że nakazał służbom specjalnym zorganizowanie jego transportu na Białoruś oraz zadeklarował, że „może tu zostać i żyć, znajdzie się też dla niego praca”. Bakijew po przylocie do Mińska nie zaakceptował utraty władzy. Ogłosił, że nie uznaje swojej rezygnacji i uważa się w dalszym ciągu w oczach społeczności międzynarodowej prawomocnym prezydentem. Zaapelował do rządów o nieuznawanie administracji Otunbajewy, nazywając ją „bezprawnym gangiem”. W kolejnych dniach zaznaczył jednak, że nie zamierza wracać do Kirgistanu jako prezydent, ani formować własnego rządu na uchodźstwie. Oskarżył Rosję o powiązania z zamieszkami i udział w jego obaleniu z powodu niezadowolenia decyzją o przedłużeniu dzierżawy amerykańskiej bazy w Manas. Rosja odrzuciła roszczenia Bakijewa. Rosyjski minister spraw zagranicznych Siergiej Ławrow stwierdził, że Bakijew złożył na piśmie oficjalną rezygnację i żadne ustne deklaracje nie mogą tego cofnąć.
Po opuszczeniu Kirgistanu przez Bakijewa również jego zwolennicy z południa kraju nie zaakceptowali nowych władz. 17 kwietnia 2010 grupa ok. 500 jego zwolenników demonstrowała w Dżalalabadzie, domagając się jego powrotu. W czasie protestu zajęła budynek lokalnej administracji i obrzuciła kamieniami ministra spraw wewnętrznych Bołotbeka Szernijazowa, a następnie ogłosiła mianowanie własnego gubernatora. 19 kwietnia w mieście protestowało około tysiąca osób. Antyrządowe demonstracje organizowane były także w miastach sąsiedniego obwodu batkeńskiego i oszyńskiego. 19 kwietnia 2010 do niepokojów i zamieszek na tle etnicznym doszło na przedmieściach stolicy w miejscowości Majewka, gdzie Kirgizi zaatakowali domy mieszkających tam Rosjan i Turków. Powodem zajść był spór o ziemię, a w ich wyniku zginęło 5 osób. Rząd, próbując zapanować nad chaosem w kraju, wysłał w rejony zamieszek dodatkowe siły porządkowe. W kolejnych dniach władze poinformowały o aresztowaniu 130 osób odpowiedzialnych za przemoc w Majewce oraz aresztowaniach zwolenników Bakijewa w Dżalalabdzie, włącznie z mianowanym przez nich gubernatorem.

## Rola Rosji w wydarzeniach i kwestia baz wojskowych

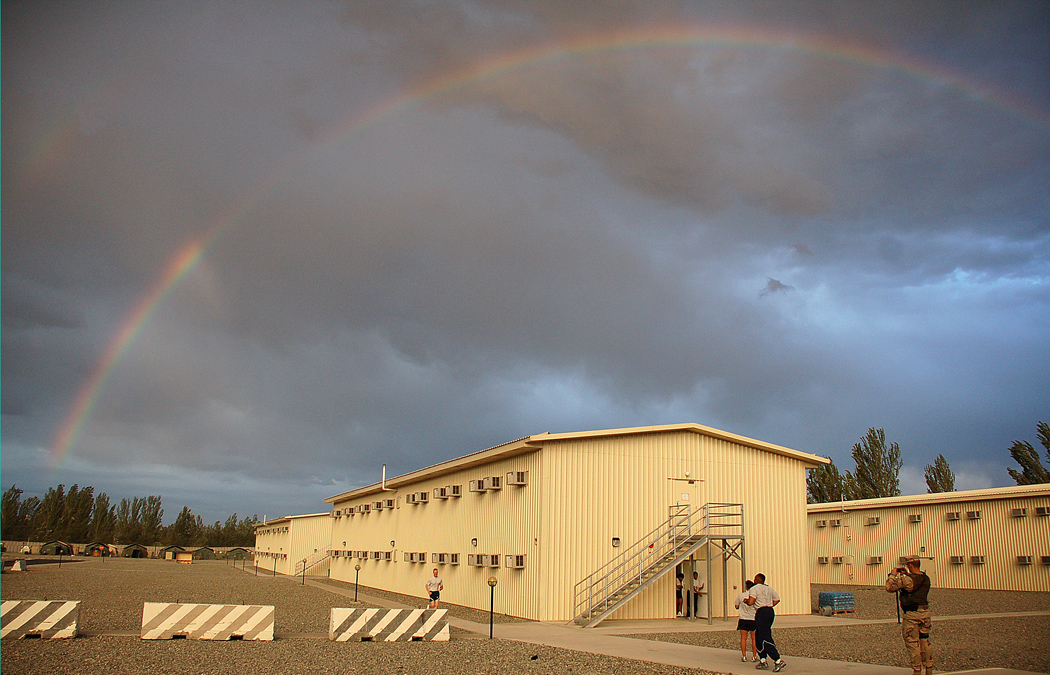
Budynki w amerykańskiej bazie lotniczej w Kirgistanie

Wkrótce po wybuchu protestów opozycji przeciw rządom prezydenta Bakijewa w mediach pojawiły się pytania o rolę Rosji w wydarzeniach w Kirgistanie, sytuując je w szerszym kontekście globalnej rywalizacji o wpływy w republikach Azji Centralnej, uważanych przez Rosję za swoją strefę wpływów.
Na terenie Kirgistanu w okolicach Biszkeku swoje bazy wojskowe mają rozlokowane zarówno Rosja (baza Kent), jak i Stany Zjednoczone Ameryki (baza lotnicza Manas). W lutym 2009 prezydent Bakijew w czasie wizyty w Moskwie ogłosił decyzję o zamknięciu amerykańskiej bazy, zaopatrującej żołnierzy walczących w Afganistanie. W czasie spotkania z rosyjskimi władzami uzyskał od nich 2 mld USD pomocy finansowej. W lipcu 2009 zmienił jednak zadanie i zgodził się na przedłużenie o rok funkcjonowania bazy w Manas. USA zgodziły się w zamian na trzykrotne zwiększenie rocznej opłaty za dzierżawę gruntu (z 17,5 mln do 60 mln USD) i modernizację lotniska w Manas.
Amerykański think tank The Jamestown Fundation na początku kwietnia 2010 informował, że państwowe i prywatne media rosyjskie w ostatnich tygodniach często na swoich łamach wypowiadały się w sposób negatywny o rządach prezydenta Bakijewa, zarzucając mu korupcję, nepotyzm i rzekome powiązania z zabójstwem dziennikarza Gienniadija Pawluka w grudniu 2009. Jednocześnie zdaniem fundacji, w Rosji zaczęły pojawiać się obawy przed rosnącą zależnością Bakijewa od amerykańskiej pomocy, którą miał wykorzystywać do wzmocnienia swojej władzy wewnątrz kraju. Rosyjskie media negatywnie odniosły się do informacji z marca 2010 o pomocy administracji USA dla Kirgistanu w budowie centrum szkolenia antyterrorystycznego w obwodzie batkeńskim. Pojawiły się one w momencie, kiedy niejasne pozostawały losy potencjalnej drugiej rosyjskiej bazy wojskowej, budowę której Rosja planowała w południowej części Kirgistanu. 1 kwietnia 2010 premier Władimir Putin ogłosił zakończenie sprzedaży Kirgistanowi ropy naftowej po cenach preferencyjnych i zwiększenie ceł, co oznaczało dalszy wzrost cen towarów i usług w tym kraju.
Zdaniem dyplomaty Davida Smitha z amerykańskiego Potomac Institute, „to Rosja prawdopodobnie stała za rewolucją w Kirgistanie”. Stwierdził, że „o ile nie ma oczywistych śladów, że Rosja maczała palce w obaleniu Bakijewa, trudno uwierzyć, by stało się to bez jakiegoś rosyjskiego zaangażowania”. Zaznaczył jednak, że Rosji niekoniecznie miało zależeć na samej likwidacji amerykańskiej bazy, ale na zaznaczeniu swojej dominacji w regionie. Powiedział, że „Rosja chciała prawdopodobnie wystosować swego rodzaju ostrzeżenie pod adresem USA: Możecie zostać w Kirgistanie z bazą, ale to my mamy tam władzę i to my ostatecznie zdecydujemy, jak długo tam możecie zostać. To nasza strefa wpływów”. Podobne stwierdzenia sformułowało również kilku innych politologów i analityków.
Premier Rosji Władimir Putin już 7 kwietnia stwierdził jednoznacznie, ze Rosja nie odegrała żadnej roli w wydarzeniach w Kirgistanie (więcej o reakcji Rosji czytaj w sekcji Reakcja międzynarodowa). Rosja jako pierwsza w sposób pośredni uznała nowe władze, gdy rankiem 8 kwietnia 2010 premier Putin odbył rozmowę telefoniczną z szefową rządu tymczasowego Rozą Otunbajewą, oferując krajowi pomoc humanitarną. 9 kwietnia na rozmowy do Moskwy udał się pierwszy wicepremier nowego rządu, Ałmazbek Atamabajew. Władze rosyjskie 8 kwietnia wysłały dodatkowy oddział spadochroniarzy do swojej bazy wojskowej w Kent.
Rząd tymczasowy 8 kwietnia zadeklarował, że baza lotnicza w Manas pozostanie otwarta, a w jej sprawie zachowane będzie status quo. W tym samym dniu Otunbajewa podziękowała Rosji za „znaczące poparcie”. Jeden z liderów opozycji i członek rządu tymczasowego Omurbek Tekebajew stwierdził, że „Rosja odegrała rolę w obaleniu Bakijewa. Widzieliście poziom radości Rosji, kiedy zobaczyli odejście Bakijewa”. Dodał, iż „teraz jest wysoce prawdopodobne, że czas funkcjonowania powietrznej bazy USA w Kirgistanie zostanie skrócony”. Jednak 9 kwietnia Otunbajewa powtórzyła zapewnienia, że „istniejące umowy dotyczące bazy pozostają w mocy”.
Prezydent Bakijew 8 kwietnia, nie wymieniając z nazwy żadnego państwa, powiedział, że jego zdaniem, protesty nie byłyby możliwe „bez ingerencji z zewnątrz”. Później wyraził nadzieję, że za jego obaleniem nie stoi Rosja: „Nie mogę powiedzieć, że stoi za tym Rosja. Nie chcę tego powiedzieć, po prostu nie chcę w to wierzyć”.
Doradca prezydenta USA Baracka Obamy ds. Rosji, Michael McFaul, 8 kwietnia 2010 wyraził pewność, że „nie był to antyamerykański zamach”, ani „zamach sponsorowany przez Rosję”. Amerykańscy urzędnicy odrzucili również głosy, sugerujące ewentualność zamknięcia bazy. Rzecznik Departamentu Stanu P.J. Crowley oświadczył, że USA „mają obowiązujące porozumienie z rządem Kirgistanu” (nie precyzując którym). 8 kwietnia 2010 prezydenci Obama i Dmitrij Miedwiediew nie zdołali w czasie spotkania w Pradze ustalić wspólnego stanowiska w sprawie wydarzeń w Kirgistanie.
11 kwietnia 2010 Sekretarz Stanu USA Hillary Clinton odbyła rozmowę telefoniczną z p.o. prezydenta Rozą Otunbajewą. Był to pierwszy kontakt amerykańskich władz najwyższego szczebla z nowymi władzami kirgiskimi. Otunbajewa raz jeszcze zapewniła administrację USA o przestrzeganiu wcześniejszych umów dotyczących bazy wojskowej. Clinton natomiast „zaoferowała dalszą pomoc humanitarną oraz wsparcie wysiłków na rzecz stabilizacji sytuacji politycznej i gospodarczej w Kirgistanie”. 16 kwietnia 2010, dzień po opuszczeniu Kirgistanu przez Bakiijewa, rząd tymczasowy zadeklarował wolę przedłużenia o kolejny rok funkcjonowania amerykańskiej bazy Manas.

## Następstwa i sytuacja po rewolucji

### Aresztowania byłych urzędników
26 kwietnia 2010 media poinformowały o zatrzymaniu w Moskwie, w czasie wspólnej akcji służb rosyjskich i kirgiskich, byłego ministra spraw wewnętrznych Mołdumusy Kongantijewa. Został on natychmiast przetransportowany do Biszkeku, gdzie postawiono mu zarzuty nadużycia władzy. 27 kwietnia rząd wysunął pod adresem Bakijewa zarzuty organizacji masowego morderstwa i zapowiedział wystąpienie do białoruskich władz o jego ekstradycję. 28 kwietnia 2010 prokuratura postawiła zarzuty kolejnym 9 osobom, w tym synowi i bratu prezydenta oraz byłemu premierowi Usenowowi. 30 kwietnia władze aresztowały i postawiły zarzuty nadużycia władzy wobec szefa kancelarii byłego prezydenta, Kanybeka Zorojewa. 3 maja 2010 zaoferowały nagrodę w wysokości 100 tys. USD za informacje prowadzące do ujęcia poszukiwanych urzędników.
4 maja 2010 rząd wydał dekret oficjalnie pozbawiający Kurmanbeka Bakijewa immunitetu. 6 maja Prokuratura Generalna wysłała oficjalny wniosek o ekstradycję byłego prezydenta do Prokuratury Generalnej Białorusi. 13 maja 2010 Białoruś, w następstwie kilkukrotnych protestów osób domagających się wydania Bakijewa przed jej ambasadą w Biszkeku, wycofała z Kirgistanu pracowników swojej placówki dyplomatycznej. 15 czerwca 2010 białoruska prokuratura odmówiła wydania Bakijewa władzom Kirgistanu, które zapowiedziały, że będą domagać się jego ekstradycji przy pomocy międzynarodowych trybunałów.
14 czerwca 2010 na lotnisku w Farnborough w Wielkiej Brytanii aresztowany został Maksim Bakijew, najmłodszy syn prezydenta Bakijewa. Interpol już wcześniej otrzymał nakaz jego aresztowania na podstawie wyroku kirgiskiego sądu zarzucającemu mu oszustwa finansowe. Bakijew po aresztowaniu wystąpił o azyl w Wielkiej Brytanii. Kirgiski rząd zapowiedział wystąpienie o jego ekstradycję, oskarżając go dodatkowo o inspirowanie zamieszek na tle etnicznym, jakie wybuchły w Osz i Dżalalabadzie 10 czerwca 2010.
22 lipca 2010 służby bezpieczeństwa aresztowały w Dżalalabadzie Achmeta Bakijewa, jednego z braci prezydenta Kurmanbeka Bakijewa. Został on oskarżony o organizowanie masowych zamieszek i wywoływanie konfliktu etnicznego na południu kraju oraz organizowanie nielegalnych grup zbrojnych.

### Referendum konstytucyjne i wybory parlamentarne
22 kwietnia 2010 rząd Otunbajewy wyznaczył kalendarz wyborczy na najbliższe miesiące. Zadeklarował opracowanie projektu nowej konstytucji i organizację referendum w sprawie jej przyjęcia 27 czerwca 2010, a następnie przeprowadzenie wyborów parlamentarnych 10 października 2010.
19 maja 2010 rząd tymczasowy w wydanym dekrecie ogłosił Rozę Otunbajewę pełnoprawnym prezydentem Kirgistanu i przedłużył jej mandat do końca 2011. Decyzja ta miała zostać potwierdzona przez obywateli w referendum konstytucyjnym.
27 czerwca 2010 przeprowadzone zostało referendum w sprawie zmiany konstytucji. Jego organizacja miała zapewnić legitymizację nowej władzy i uzyskanie szerszego uznania i pomocy ze strony społeczności międzynarodowej. Projekt nowej konstytucji redukował uprawnienia prezydenta i w miejsce prezydenckiego systemu sprawowania władzy wprowadzał system parlamentarny. Proponował wybór głowy państwa na maksymalnie jedną 6-letnią kadencję (w miejsce dwóch 5-letnich) i podwyższał maksymalny wiek kandydata na prezydenta z 65 do 70 lat. Pozbawiał głowę państwa immunitetu i możliwości finansowania wydatków rodziny ze środków publicznych oraz ograniczał jego kompetencje w sprawach gospodarczych i w sprawach kontroli nad służbami bezpieczeństwa. Na mocy nowego prawa Roza Otunbajewa miała pozostać szefem państwa do 31 grudnia 2011, lecz nie mogła ubiegać się o reelekcję. W tym czasie w kraju miały zostać przeprowadzone wybory prezydenckie, a wcześniej parlamentarne. Projekt zwiększał liczbę deputowanych do parlamentu z 90 do 120, ograniczając przy tym liczbę mandatów zajmowanych przez jedną partię do co najwyżej 65. Kadencja parlamentu miała trwać 5 lat.
Referendum odbyły się pomimo trudnej sytuacji na południu kraju, gdzie 10 czerwca wybuchły krwawe kirgisko-uzbeckie zamieszki etniczne. Za przyjęciem nowej ustawy zasadniczej opowiedziało się ponad 90% głosujących, podczas gdy 8% było przeciwnych. Po ogłoszeniu wyników Otunbajewa stwierdziła, że Kirgistan wstąpił na ścieżkę „prawdziwej demokracji ludowej”. Wyraziła również dumę z rodaków i z własnego kraju w „trudnych” czasach. Były prezydent Kurmanbek Bakijew potępił z Białorusi organizację referendum, określając postępowanie Otunbajewy jako „niepoważne i nieodpowiedzialne”. Stwierdził, że prowadzi ona kraj w „ślepy zaułek”. Międzynarodowi obserwatorzy z OBWE orzekli, że Kirgistan stworzył warunki dla pokojowego i w większości przejrzystego głosowania, lecz zalecili dalszą poprawę przed wyborami parlamentarnymi. Pochwalili wysiłki władz na rzecz zabezpieczenia głosowania na południu kraju i ułatwienia oddania głosu przez uchodźców oraz osoby nieposiadające dokumentów tożsamości.
3 lipca 2010 Otunbajewa została uroczyście zaprzysiężona na stanowisku prezydenta Kirgistanu. 10 sierpnia 2010 Otunbajewa wydała dekret potwierdzający datę wyborów parlamentarnych w dniu 10 października 2010.

### Wystąpienia zwolenników Bakijewa
12 maja 2010 w Biszkeku, w niespełna miesiąc po opuszczeniu kraju przez prezydenta Kurmanbeka Bakijewa, kilkuset jego zwolenników, głównie członków partii Ak Żoł oraz Partii Komunistycznej, demonstrowało przeciw polityce nowych władz i rozwiązaniu parlamentu. Był to pierwszy tak liczny protest oponentów rządu tymczasowego w stolicy. Ciało, określające się jako „komitet obrony obalonego prezydenta Kurmanbeka Bakijewa” zadeklarowało, że 25 tys. jego zwolenników na południu kraju jest gotowych do podjęcia marszu na Biszkek. 13 maja 2010 zwolennicy Bakijewa opanowali budynki władz lokalnych w trzech miastach na południu Kirgistanu i odsunęli od władzy gubernatorów mianowanych przez rząd Otunbajewy. W mieście Osz około tysiąca osób protestowało najpierw przed siedzibą gubernatora, po czym starło się z ochroną i wdarło do wnętrza budynku, żądając przywrócenia dawnych władz. Demonstranci próbowali także opanować lokalne lotnisko. W rodzinnym mieście Bakijewa, Dżalalabadzie, grupa około 100 jego zwolenników zaatakowała i zajęła urząd władz oraz zatrzymała urzędującego gubernatora. Oponenci rządu opanowali na pewien czas również budynki administracji w mieście Batken.
Rząd tymczasowy nazwał wystąpienia próbą zamachu stanu i zapowiedział ukaranie i podjęcie działań przeciwko sprawcom. W tym celu w rejon protestów udał się minister obrony Ismaił Isakow. 14 maja rząd ogłosił odzyskanie kontroli nad południem kraju. Wicepremier Temir Sarijew poinformował, że w całym Kirgistanie sformowane zostały oddziały straży obywatelskiej w celu przeciwdziałaniu wszelkim próbom destabilizacji sytuacji. 14 maja zwolennicy rządu tymczasowego, po krótkich starciach z okupującymi, odzyskali budynek władz lokalnych w Osz. Do gwałtownych starć między zwolennikami i przeciwnikami rządu doszło natomiast w Dżalabadzie. W wyniku starć, zakończonych odzyskaniem kontroli nad siedzibą gubernatora, zginęły według informacji Ministerstwa Zdrowia dwie osoby, a 63 zostały ranne. Grupa przeciwników Bakijewa podpaliła także dom należący do jego brata w miejscowości Tajjit w pobliżu Dżalalabadu. W mieście Batken władze odzyskały kontrolę nad siedzibą władz lokalnych wieczorem poprzedniego dnia. Według informacji przekazanych przez zwolenników Bakijewa, w starciach zginęło 8 ich członków.
Władze ogłosiły, że za wystąpieniami stali byli deputowani rozwiązanego parlamentu. Już 14 maja aresztowani zostali Usen Sydykow, jeden z doradców Bakijewa oraz Iszkak Masalijew, przewodniczący klubu parlamentarnego Partii Komunistycznej. 17 maja 2010 rząd zapowiedział wszczęcie przeciwko nim oraz 40 innych członkom partii Ak Żoł postępowania karnego.
W odpowiedzi na nową falę przemocy w Kirgistanie, sekretarz generalny ONZ Ban Ki-moon „wezwał wszystkich do zachowania umiaru i rozwiązania spraw na drodze pokojowej poprzez dialog”. Szefowa dyplomacji UE Catherine Ashton wezwała wszystkich „aktorów politycznych” w Kirgistanie do powstrzymania się od przemocy i zakończenia prac na projektem konstytucji, organizacji powszechnego głosowania w referendum i przeprowadzenia uczciwych i przejrzystych wyborów. Prezydent Rosji Dmitrij Miedwiediew mianował specjalnego wysłannika do Kirgistanu, który przybył do Biszkeku 14 maja, oświadczając, że „jego celem jest pomoc Kirgistanowi w każdej dziedzinie”.

### Wystąpienia innych przeciwników rządu
5 sierpnia 2010 w Kirgistanie doszło do nowych niepokojów, po tym jak antyrządowe manifestacje w dwóch miejscach w kraju zorganizowali zwolennicy Urmata Baryktabasowa, byłego polityka i biznesmena. Był on poszukiwany od 2005 pod zarzutem próby odsunięcia od władzy poprzedniego rządu, gdy w 2005 zorganizował demonstracje przeciwko niemu. Udał się potem zagranicę, jednak powrócił do Kirgistanu po obaleniu prezydenta Bakijewa. Około tysiąca jego zwolenników zebrało się 5 sierpnia w Biszkeku i demonstrowało przed budynkiem parlamentu. W celu rozproszenia zebranych policja oddała strzały w powietrze. W tym czasie druga grupa jego zwolenników zebrała się w mieście Kant, około 20 km od stolicy. Usiłowali się oni dostać do Biszkeku, jednak na przedmieściach zostali zatrzymani przez służby porządkowe, które w tym celu użyły gazu łzawiącego.
Według części komentarzy prasowych, demonstrujący domagali się wejścia Baryktabasowa do rządu i uchylenia zarzutów przeciw jego osobie. Jeszcze 5 sierpnia minister spraw wewnętrznych Kubatbek Baibolow oznajmił, że sytuacja jest pod kontrolą i nie istnieje ryzyko jej destabilizacji. Roza Otunbajewa stwierdziła, że protestujący próbowali wyeliminować wszystkich wyższych stanowiskiem członków rządu i określiła wydarzenia jako próbę zamachu. Prokuratura Generalna wszczęła postępowanie karne wobec uczestników demonstracji pod zarzutem wszczynania masowych niepokojów, próby zamachu na władze oraz nielegalnego posiadania broni. Prokuratora oświadczyła, że organizatorzy manifestacji mieli ścisłe powiązania (m.in. finansowe) ze zwolennikami byłego prezydenta Bakijewa.

### Zamieszki etniczne

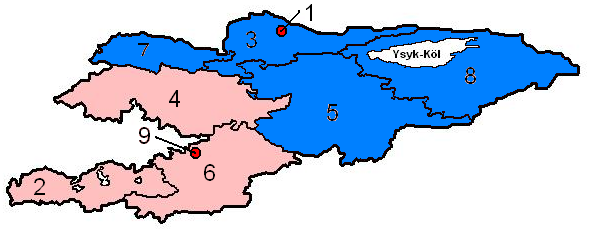
Obszar zamieszkiwania ludności uzbeckiej w Kirgistanie (kolor różowy)

Jednym z głównych wyzwań stojących przed rządem Otunbajewy było przywrócenie pokoju i zagwarantowanie bezpieczeństwa na terenie całego państwa, a zwłaszcza w jego południowej części. Południe kraju, stanowiące teren tradycyjnych wpływów obalonego prezydenta Bakijewa, zamieszkane było dodatkowo przez ludność pochodzenia uzbeckiego, co w przeszłości stanowiło przyczynę wybuchu krwawych starć na tle etnicznym. Spośród 5,3 mln mieszkańców kraju Kirgizi stanowią 69,6% jego ludności, podczas gdy Uzbecy 14,5%, a Rosjanie 8,4%. Jednak w południowych obwodach dżalalabadzkim i oszyńskim ci drudzy stanowią odpowiednio 40% i 50% mieszkańców. Do szczególne gwałtownych starć między społecznością kirgiską i uzbecką doszło w 1990, tuż przed rozpadem ZSRR. Zginęło wówczas co najmniej 300 osób, a tysiące zostało rannych. Konflikt zakończony został dopiero dzięki interwencji radzieckich wojsk.
19 maja 2010, kilka dni po starciach zwolenników i przeciwników Bakijewa, w Dżalalabadzie doszło do pierwszej na dużą skalę konfrontacji dwóch społeczności. W wyniku zamieszek zginęły 2 osoby, a 74 zostały ranne. Przemoc rozpoczęła się od ataku Kirgizów na uzbecki Uniwersytet Przyjaźni Ludowej, a następnie przeniosła się na centralne ulice miasta. Kirgizi oskarżyli lidera społeczności uzbeckiej, Kadyrana Batyrowa, o nawoływanie do utworzenia w Kirgistanie autonomicznego regionu uzbeckiego. P.o. prezydenta Roza Otunbajewa potępiła wszelkie próby podżegania do przemocy i szerzenia niezgody, szczególnie między Uzbekami a Kirgizami. Rząd wprowadził w obwodzie dżalalabadzkim obowiązujący do 1 czerwca 2010 stan wyjątkowy oraz godzinę policyjną od 22:00 do 6:00. Otunbajewa o podżeganie do starć oskarżyła zwolenników byłego prezydenta Bakijewa.

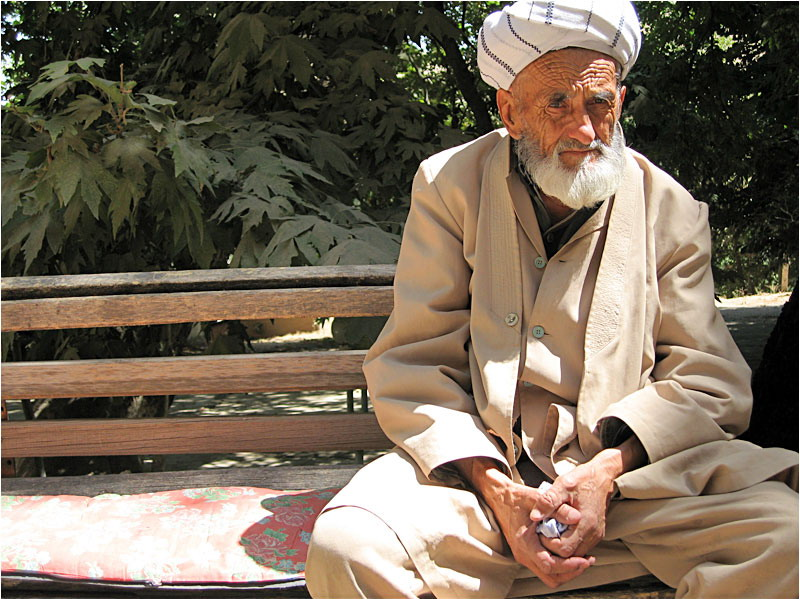
Przedstawiciel uzbeckiej grupy etnicznej

10 czerwca 2010 do wybuchu kolejnych, znacznie gwałtowniejszych zamieszek między Kirgizami a Uzbekami doszło w mieście Osz. Społeczność kirgiska zaatakowała uzbecką dzielnicę Czeriomuszki, podpalając domy mieszkalne, restauracje i sklepy. Na ulicach miasta pojawiły się barykady, doszło do walk z użyciem broni palnej, koktajli Mołotowa, pałek, kijów i metalowych prętów. Według doniesień prasowych początkowym i bezpośrednim powodem wybuchu przemocy mógł być konflikt między rywalizującymi gangami. Walki trwały całą noc i rankiem 11 czerwca 2010 rozszerzyły się na dalsze rejony Oszu. Władze, w odpowiedzi na starcia, wprowadziły 11 czerwca 2010 stan wyjątkowy w Osz i kilku pobliskich dystryktach oraz wysłały wojska i pojazdy opancerzone w rejon konfliktu.
W kolejnych kilku dniach doszło do eskalacji przemocy, która rozprzestrzeniła się na cały obwód oszyński i dżalalabadzki. Siły rządowe nie radziły sobie z jej powstrzymaniem. Prezydent Otunbajewa w telewizyjnym orędziu stwierdziła, że sytuacja w Osz pozostaje „poza kontrolą” i zwróciła się do Rosji z prośbą o pomoc i interwencję wojskową. W odpowiedzi rzecznik rosyjskiego prezydenta stwierdziła, że Rosja w obecnej sytuacji nie wyśle wojsk, lecz udzieli Kirgistanowi potrzebnej pomocy humanitarnej. Rzecznik prezydenta uznała wydarzenia za „konflikt wewnętrzny, który póki co wyklucza udział Rosji w jego rozwiązaniu”. Otunbajewa o wszczęcie przemocy oskarżyła zwolenników byłego prezydenta Bakijewa, którzy mieli dążyć do destabilizacji kraju przed planowanym na 27 czerwca 2010 referendum konstytucyjnym. 13 czerwca 2010 prezydent Bakijew odrzucił kierowane pod jego adresem oskarżenia o inspirowanie zamieszek i uznał je za „bezwstydne kłamstwa”. Zarzucił rządowi tymczasowemu niekompetencję i niezdolność do zaprowadzenia porządku, apelując do OUBZ o przysłanie sił wojskowych.
Tysiące Uzbeków, którzy uciekli z rejonów objętych walkami, zgromadziło się na granicy kirgisko-uzbeckiej. Relacjonowali oni, że byli ostrzeliwani również przez siły wojskowe, czemu rząd stanowczo zaprzeczył. Według ich słów, do dzielnicy wjechały pojazdy opancerzone, które rozpoczęły strzelanie do ludności, torując drogę kirgiskim gangom. Dzięki temu, że w ciągu pierwszych dni granica z Uzbekistanem pozostała otwarta, przekroczyło ją tysiące uzbeckich uchodźców. ONZ zaapelowała do Kirgistanu o stworzenie korytarza humanitarnego dla ludności dotkniętej walkami i wezwała społeczność międzynarodową do udzielenia pomocy Uzbekistanowi w jego wysiłkach na rzecz przyjęcia fali uchodźców. 17 czerwca 2010 ONZ ogłosiła, że całkowita liczba uchodźców osiągnęła poziom 400 tys. osób, w tym 100 tys. przebywających w obozach w Uzbekistanie. Międzynarodowy Czerwony Krzyż nazwał sytuację „ogromnym kryzysem”. WHO orzekła, że ogółem zamieszki dotknęły w sposób bezpośredni lub pośredni do miliona osób.
15 czerwca 2010 zamieszki na południu Kirgistanu zaczęły słabnąć, a rząd tymczasowy uznał, że nie ma już potrzeby interwencji zagranicznych sił pokojowych. 16 czerwca 2010 dochodziło jeszcze do pojedynczych przypadków przemocy. Ulice Osz i Dżalalabadu były patrolowane przez siły wojskowe. 20 czerwca 2010 rząd przedłużył obowiązywanie stanu wyjątkowego w południowym rejonie kraju do 25 czerwca 2010. Wojsko rozpoczęło w Osz demontaż ulicznych barykad otaczających osiedla zamieszkane przez Uzbeków. W ostatnich dwóch tygodniach czerwca tysiące Uzbeków rozpoczęło powrót do porzuconych domostw w Kirgistanie. Według szacunków ONZ do 25 czerwca 2010 wróciło 100 tys. uchodźców.
Oficjalny bilans ofiar, ogłoszony w połowie lipca 2010 przez wicepremiera Azimbeka Beznazarowa, wyniósł co najmniej 893 zabitych. Jednakże już wcześniej same władze przyznały, że rzeczywista liczba ofiar śmiertelnych może być większa i wynosić ok. 2 tys. zabitych. Również zdaniem Czerwonego Krzyża prawdziwa liczba zabitych była z pewnością wyższa, gdyż część z rodzin zgodnie z muzułmańską tradycją natychmiast grzebała swoich krewnych przed ich identyfikacją.
22 lipca 2010 OBWE zatwierdziła wysłanie do Kirgistanu misji pokojowej na okres 4 miesięcy, składającej się z 52 nieuzbrojonych funkcjonariuszy policji. Jej celem miała być pomoc w przywracaniu pokoju oraz szkolenie, doradztwo i monitorowanie kirgiskiej policji. Wysiłki te miały przyczynić się do przywrócenia zaufania do służb mundurowych wśród społeczności uzbeckiej, zdaniem której wielu kirgiskich funkcjonariuszy nie pomagało jej w czasie zamieszek lub wręcz uczestniczyło w atakach. 27 lipca 2010 społeczność międzynarodowa podczas specjalnej konferencji w Biszkeku zobowiązała się przekazać Kirgistanowi pomoc w wysokości 1,1 mld USD w ciągu 30 miesięcy, w tym sumę 600 mln USD do końca 2010. Śródki w postaci dotacji i pożyczek, miały zostać przeznaczone odbudowę zniszczonej infrastruktury, rozwój sektora energetycznego i transportowego oraz wydatki socjalne państwa. Według szacunków rządu wzrost gospodarczy Kirgistanu w 2010 miał wynieść -5%.

## Bilans ofiar

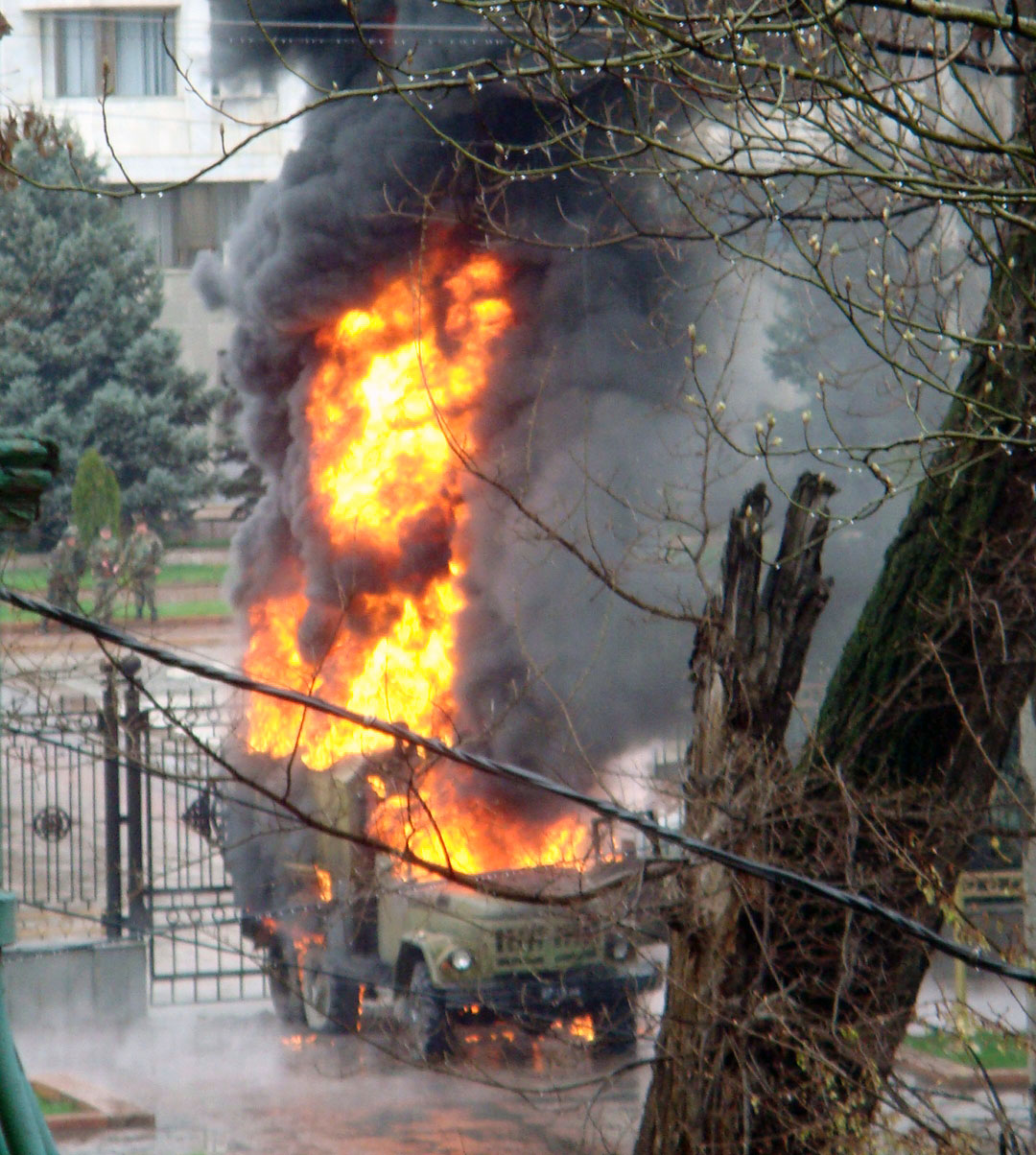
Płonący samochód na ulicach Biszkeku

Demonstracje w Tałasie z 6 kwietnia 2010 obyły się bez ofiar śmiertelnych. Premier Usenow poinformował, że w ich wyniku rannych zostało 85 osób, głównie funkcjonariuszy policji.
Następnego dnia bilans ofiar protestów w stolicy zmieniał się z godziny na godzinę, wraz z rozwojem sytuacji i dalszymi starciami służb z opozycją. Pierwsze doniesienia agencji Reutera z godzin południowych mówiły o co najmniej 5 ofiarach śmiertelnych. Kolejne depesze Associated Press informowały o śmierci co najmniej 12 osób i 230 rannych. W godzinach popołudniowych agencja prasowa Kabar i BBC podały, że zginęło co najmniej 17 osób, a agencja Interfax – 21 osób, a ponad 180 zostało rannych. Wieczorem 7 kwietnia kirgiskie ministerstwo zdrowia oficjalnie poinformowało o co najmniej 40 zabitych i około 400 rannych. Jeden z liderów opozycji, Omurbek Tekebajew stwierdził, że w starciach zginęło co najmniej 100 demonstrujących.
Również w nocy i nad ranem 8 kwietnia 2010 ministerstwo zdrowia zmieniało oficjalne statystyki dotyczące ofiar, zwiększając je co pewien czas. W nocy informowało o 47 zabitych i 420 rannych. Nad ranem bilans ofiar zwiększył się do 65, a następnie do 75 zabitych i ponad 1000 rannych. 9 kwietnia 2010 Ministerstwo Zdrowia podało do wiadomości, że w wyniku akcji policji wymierzonej w sprawców grabieży w stolicy rannych zostało co najmniej 67 osób. Zwiększyło też całkowitą liczbę rannych do ponad 1500 osób. 10 kwietnia oficjalna liczba zabitych zwiększyła się do 79 osób. Następnego dnia ministerstwo powiadomiło o śmierci kolejnych dwóch osób rannych w czasie zamieszek. 14 kwietnia Ministerstwo Zdrowia oświadczyło, że w wyniku zamieszek zginęły 84 osoby. 20 kwietnia w szpitalu zmarła 85 ofiara starć ze służbami.
Dodatkowo, 19 kwietnia 2010 w wyniku starć na tle etnicznym w pobliżu Biszkeku zginęło 5 osób. Natomiast 14 maja 2010 w czasie starć przeciwników i zwolenników prezydenta Bakijewa w Dżalalabadzie na południu kraju zginęły według danych Ministerstwa Zdrowia 2 osoby, a 63 zostały ranne. Według słów zwolenników obalonego prezydenta zginęło wówczas 8 osób. 19 maja 2010 w kirgisko-uzbeckich starciach etnicznych w Dżalabadzie zginęły 2 osoby, a 74 zostały ranne. W wyniku zamieszek etnicznych w czerwcu 2010 według oficjalnych źródeł zginęły co najmniej 893 osoby, ok. 2 tys. zostało rannych, a 375–400 tys. opuściło swoje miejsce zamieszkania. Jednak, co przyznały same władze, rzeczywista liczba ofiar śmiertelnych mogła przekroczyć 2 tysiące osób.